# 国际米兰足球俱乐部
国际米兰足球俱乐部简称國米，是一家位於義大利米蘭市的足球俱乐部，義大利足球甲级联赛参赛球队之一。
国际米兰成立于1908年3月9日，俱乐部的44位创始人是当时反对“米兰板球与足球俱乐部”（即现时的AC米兰）国际球员禁令政策而出走分裂的成员。因为俱乐部成立之初即向全世界的球员敞开大门，而不仅限于意大利球员，所以称之为“国际”俱乐部。俱乐部的创始人之一，也是队徽最初的设计者乔治·穆贾尼选择了蓝色和黑色作为球队的代表色。
國際米蘭歷史上共獲20次頂級聯賽冠軍、9次意大利杯冠軍、7次意大利超級杯冠軍和3次歐洲冠軍聯賽冠軍。在2010年，國際米蘭連獲意甲聯賽、意大利杯和歐洲聯賽冠軍盃三項冠軍，成為意大利足球史上第一支也是唯一一支「三冠王」球隊。此外，國際米蘭也曾獲得歐洲足協盃、洲際盃、世俱杯等國際賽事冠军。
國際米蘭曾為“義甲七姐妹”之一，也與AC米蘭和尤文圖斯兩支球隊並稱「北方三強」。國際米蘭和AC米蘭這两支同樣來自米蘭的俱樂部之間的碰撞被稱為「米蘭德比」，和來自都靈的尤文圖斯之間的對決則是「義大利德比」。國際米蘭曾是G-14成員之一。
国际米兰自1908年成立以来从未降至次级联赛，并且是唯一一支参与了意大利足球甲级联赛1929年赛制改革（由单循环赛制改为双循环赛制）后所有赛季的球队。

## 建队宣言
|  | 她在时钟餐馆出生，这个艺术家的聚会地，将永远是一支富有才华的球队。这个精彩的夜晚给了我们徽章的颜色：蓝色和黑色在金黄色的星状背景上面。她叫国际，因为我们是世界的兄弟！ |

## 歷史

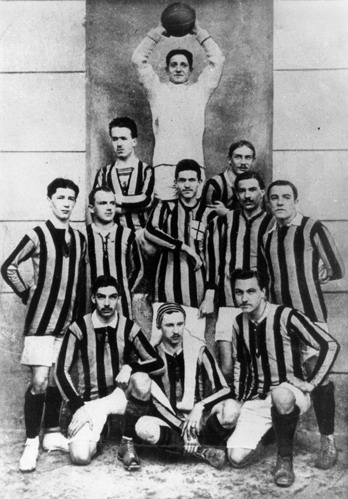
1910年第一次奪得聯賽冠軍

### 国际米兰的生日 發展期（1908年-1952年）
國際米蘭成立於1908年3月9日。出於對AC米蘭內部意大利球員統治局面不滿，一部分意大利和瑞士球員從中分裂出來。甫成立不久，國米即於1910年獲得俱樂部首個甲組聯賽冠軍。
1928年，執政意大利的法西斯分子不滿國際米蘭『Inter』的隊名而強制將其更名為『SS Ambrosiana』。次年，墨索里尼將其名稱改為『AS Ambrosiana』。但其支持者仍稱呼為『Inter』。1931年，出於股東的壓力，球會又改名為『Ambrosiana -國際米蘭』。二戰結束後，球隊重新改名為國際米蘭。
1930年代，國際米蘭歷史上最偉大的射手朱塞佩·梅阿查，在為國際米蘭效力期間的365場比賽中打入247球，他同時也是意大利國家隊史上最偉大的前鋒和球員之一。米蘭城的兩支球隊共享的聖西羅球場，在他1979年去世後，於1980年被正式命名為朱塞佩·梅阿查球場。

### 大國際的黃金時代（1960年代-1989年）

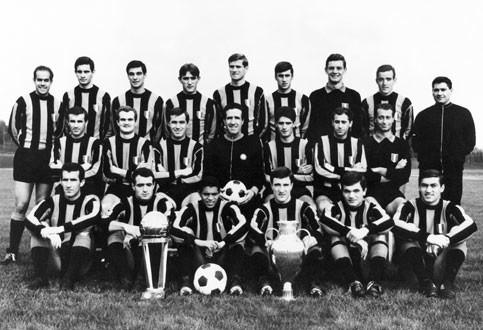
大國際黄金時期，1965-66赛季的球隊阵容

20世紀60年代被稱作「大國際米蘭」（La Grande Inter）時代。時任球隊教練使用5-3-2的「螺栓（Verrou）」打法，在其間國米於1964年在奧地利的維也納以3-1擊敗皇家馬德里，首次獲得歐洲冠軍球會盃，並於第二年1:0擊敗本菲卡成功衞冕。在整個60年代，國際米蘭共獲得兩次歐冠盃冠軍、三次意甲冠軍、兩次洲際盃冠軍。安杰洛·莫拉蒂時代，是國際米蘭的一個輝煌時代。
1988-1989賽季，領隊查柏東尼率領國際米蘭以58分的兩分制最高紀錄奪得當季的意甲冠軍。當時隊內的二名德國球星、和89年夏季加盟的被中国稱之為「德國三駕馬車」。大概是因为当时国人多从画报上了解德国汽车工业，而德国最著名的汽车集团有三；奔驰，大众，宝马。

### 困難時期 苦惱的內拉祖里（1990年-2004年）

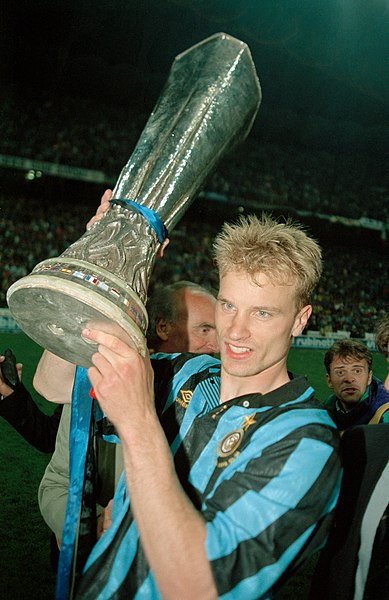
博格坎普手举1993-94 赛季的欧洲联盟杯

從1990年開始，國際米蘭陷入低谷，十七年內都沒有獲得聯賽冠軍，而歐冠盃也從未染指。其間只在1991年、1994年和1998年三次獲得歐洲聯盟盃。期間莫拉蒂為爭取冠軍而花超大手筆引援，曾經以3050萬歐元引進罗纳尔多、5000萬歐元引進、2300萬歐元引進卡纳瓦罗等，但球隊的成績仍然未有改善。這段時間之內球隊動蕩不安，1990年-2004年的14年時間裡更換了18個領隊。2001-2002賽季的意甲聯賽國際米蘭本有希望奪冠，但球隊在最後一輪客場2:4被拉齐奥逆轉痛失冠軍，而罗纳尔多在2002年世界杯後離開球隊轉會至皇家馬德里，這些都成為球隊歷史上的傷疤。

### 久違了的歡喜 新的黃金時代（2004年-2010年）

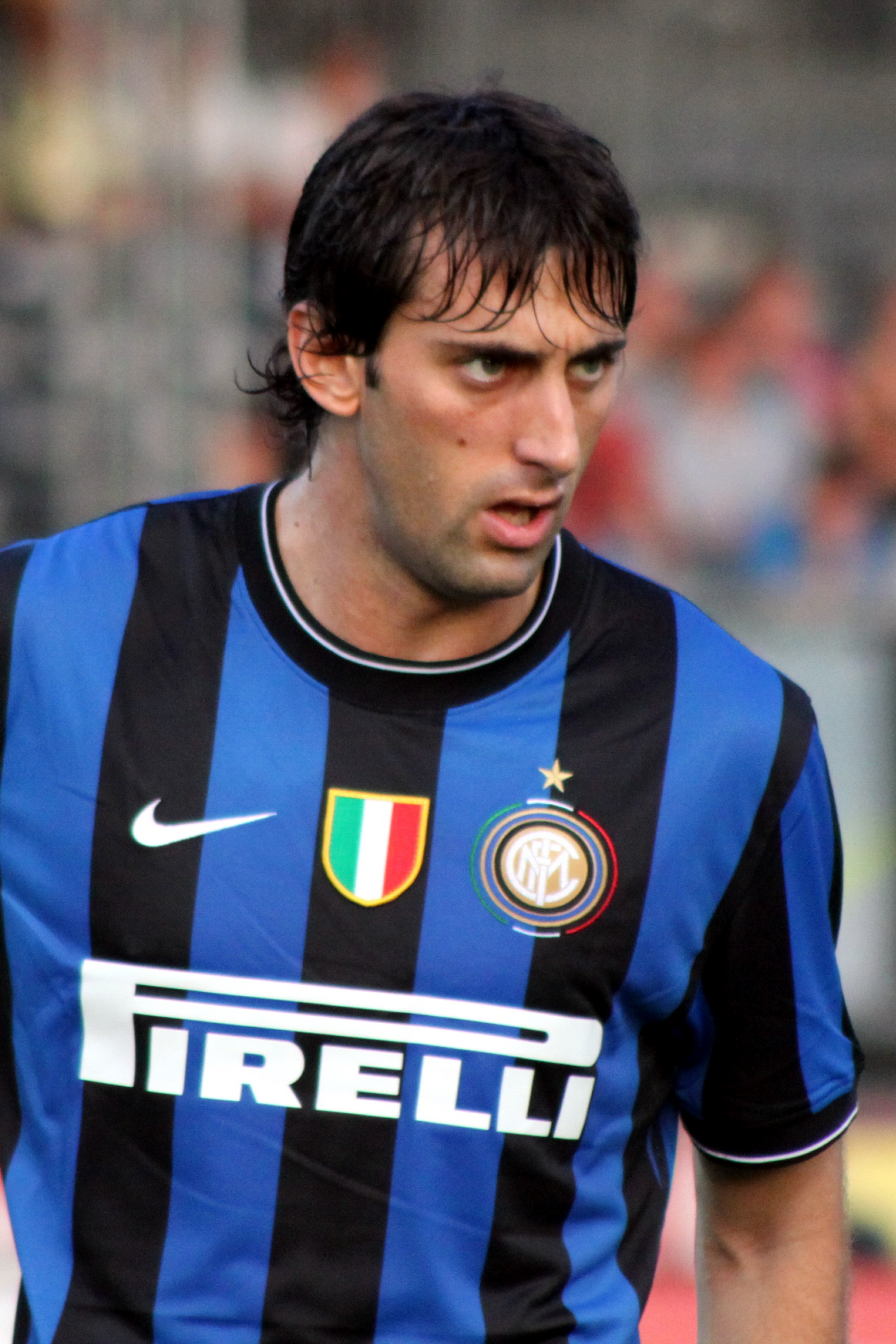
歐冠決賽梅開二度的英雄米利托

2004年國米換上曼奇尼執教，國際米蘭開始複甦。曾獲得意甲冠軍三次，意大利盃兩次，意大利超級盃賽冠軍兩次，而效力本會之马特拉齐更在德國世界盃期間爲意大利隊奪得冠軍立下汗馬功勞。2005-06賽季，由于電話門事件，該賽季的意甲聯賽冠軍被改判給國際米蘭，這也是球隊自1989年以來的首座聯賽冠軍。2007年4月22日，國米在2006-07賽季第33輪過後，以領先第二名16分的成績，提前五輪獲得意甲冠軍。這季國米連贏十七場，不但刷新意甲聯賽記錄，同時也超越西班牙皇馬與德國的拜仁慕尼黑，創造了歐洲頂級聯賽連勝新紀錄。然而，球隊卻在歐冠盃八分之一決賽上被西甲瓦倫西亞早早淘汰。而且在賽後雙方球員爆發了大規模的拳腳衝突，國際米蘭球員布爾迪索被打斷鼻梁骨。
2007-2008賽季，國米在最後一輪比賽以2:0擊敗帕爾馬，連續第三次獲得意甲聯賽冠軍。
2008年6月2日，國際米蘭宣布簽下穆里尼奥做爲主教練，成爲球隊歷史上的一大轉折點。在他領導之下的2008-2009賽季，國際米蘭提前三輪比賽，連續第四次獲得意甲聯賽冠軍，同時也獲得了該季意大利超級盃的冠軍。然而球隊在歐冠1/8決賽中總比分0:2被曼聯淘汰。
2009-2010賽季，國際米蘭引進斯内德、和卢西奥等球員，球隊實力開始提升。雖然在中國北京國家體育場（鳥巢）舉行的意大利超級盃中以1:2不敵拉齊奧，不過該賽季國際米蘭力壓羅馬最後再次奪得意甲和意大利盃冠軍，取得意大利足球甲級聯賽五連冠。憑借高效率的防守反擊打法，球隊在該季歐洲冠軍聯賽中亦有精彩表現，從1/8決賽到半決賽接連淘汰車路士、莫斯科中央陸軍、巴塞羅那。2010年5月22日舉行的歐冠決賽，國際米蘭在以2:0擊敗德甲球隊拜仁慕尼黑，闊別歐洲冠軍45年後第3次捧起歐冠獎盃，並成為首支加冕三冠王的意大利球隊。

### 新舊交替 進入重建期（2011年-2020年）

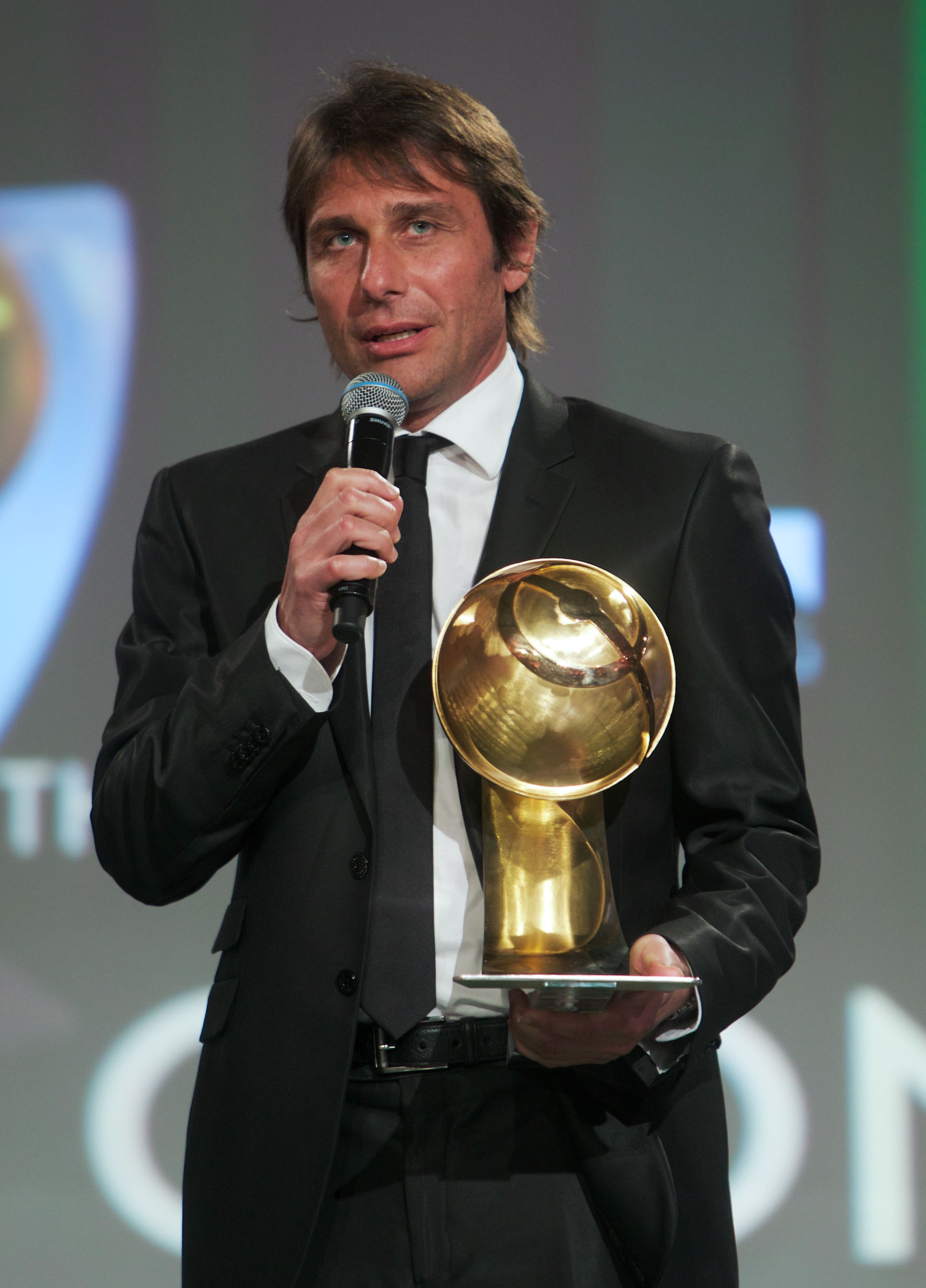
帶領球隊奪得11年來首個義甲冠軍的主教練孔蒂

2010-2011賽季，穆里尼奥離開球隊至皇家馬德里，贝尼特斯上任執教，雖率領國際米蘭獲得意大利超級盃冠軍和世冠盃冠軍，然而其將穆里尼奥時期的戰術打法、訓練方式及更衣室管理模式等全部顛倒，加之俱樂部賽季初期引援不力及球員大面積傷病，導致球隊前半賽季表現低迷。賽季中期球隊解雇贝尼特斯，于2010年聖誕節聘任萊昂納多作為球隊主帥，率隊獲得意大利盃冠軍，然而在歐冠1/4決賽第一回合主場2:5慘負沙尔克04，創造了球隊8年來主場最大比分輸球記錄。當年聯賽屈居第二，未能衛冕。萊昂納多無視防守的打法遭到了各方的批評指責，他在賽季結束後辭去了主教練的職務。
2011年，球隊聘請了擔任主帥。其上任後使用非常冒險的「三後衛」打法，飽受爭議。2011年8月6日，球隊在中國北京鳥巢舉辦的2011年意大利超级杯上1:2負于同城死敵AC米蘭。隨後開始的新賽季，國米在各項賽事中1平3負表現差勁，終于在9月21日意甲客場1:3不敵諾瓦拉後，俱樂部宣布解雇加斯佩里尼，由拉涅利接管球隊。然而在面對著球隊老化的情況下，俱樂部苦于財政困難而未能及時換血，球員之間亦幫派內鬥不斷，聯賽排名一路下滑，歐洲冠軍聯賽雖以小組頭名出線，但仍在1/8決賽遭到馬賽淘汰。2012年3月25日，國際米蘭在意大利打吡中客場0比2不敵，遭遇球隊賽季的第12場聯賽失利。3月26日，國際米蘭宣布拉涅利被解職，剛率領U19青年隊獲得下一代系列賽冠軍的斯特拉馬喬尼成爲球隊的新任主教練。雖然新帥上任後球隊狀態有所回升，但無奈季初失分太多，最終該賽季國米僅排名聯賽第6，乃十年來首次無緣歐洲冠軍聯賽。接下来的赛季同样令人失望，在经历了赛季初期的连胜后，由于饱受伤病困扰，球队成绩直线下滑，最终赛季排名第9，不仅刷新了近些年的糟糕记录，还失去了欧洲冠军联赛和欧罗巴联赛的资格，无缘欧洲赛事。
糟糕的战绩，使得斯特拉马乔尼饱受压力。最终，5月24日，国际米兰俱乐部宣布成为球队新的主教练。
2013年10月15日，莫拉蒂以3亿欧元的价格出售国际米兰70%的股权给托希尔。在2013-2014賽季，國際米蘭以聯賽第5位的成績重回欧洲赛事，同時賽季後效力球隊19年的宣佈退役，和等三冠王時期的功勳老將亦離隊，球隊繼續其年輕化的重建政策。
2014-2015賽季，由於開局戰績不佳，马扎里在11月被解雇，羅拔圖·文仙尼事隔六年再次成為國際米蘭主教練，惟最终赛季僅排名第8，再次无缘欧洲赛事。2015-2016賽季，球隊開局戰績不俗，並一度佔據榜首，惟後半賽季表現後繼無力，最終排名聯賽第4位，事隔一個賽季後重回欧洲赛事。2016-2017賽季，張近東購入國際米蘭近70%股權，8月荷蘭人從荷甲勁旅阿積士前來，接替文仙尼成為國際米蘭主教練，其也是國際米蘭自二戰後首位荷蘭籍主教練。法蘭·迪保亞領軍14場取得5勝2和7敗，國際米蘭降至意甲第12位，2016年11月1日，法蘭·迪保亞被國際米蘭辭退，在任僅85日。
2017-2018賽季，盧斯安奴·史巴列堤接任成為主教練。當季國際米蘭取得聯賽第四名，事隔六年重返歐洲冠軍聯賽賽事。

### 重建完成 再登意甲冠軍寶座 欧冠三年两决但皆饮恨（2020年至今）
2019-2020賽季，安東尼奧·孔蒂接任成為主教練，赛季末以一分之差不敌尤文图斯屈居亚军。
2021年5月，國際米蘭提前4輪奪得意甲冠軍，為該俱樂部11年來首座冠軍。
2021年5月26日，總教練安東尼奧·孔蒂在帶領国际米兰獲得11年來的首個意甲冠軍後三個半星期離開了國際米蘭的總教練職位。孔蒂總結說，他的野心與國際米蘭的計劃背道而馳，因為球隊的財務狀況，國際米蘭準備在該年夏天出售價值約8000萬歐元的球員。 在拿下冠軍後，國際米蘭因疫情而蝕錢，在套現幾名球員的情況下仍然財困。更傳出班主蘇寧集團要賣掉國米，但最終沒有成功。
2021/22年賽季，在更換了教練西蒙尼·因扎吉和幾名球員後，國際米蘭開季三線表現不俗，其中歐冠成功突圍打入睽違多年的16強淘汰賽最後遺憾敗給利物浦。但聯賽下半程接連出現亂流失分，導致聯賽冠軍被同城死敵AC米蘭超車搶走，最終以意大利杯冠軍給賽季畫下句點。
2022/23年賽季，國米因分心歐冠在聯賽早早掉隊最終勉強保四，但義大利杯衛冕冠軍。歐冠方面則是籤運先苦後甘，小組賽落入與拜仁、巴薩同組競爭，最終壓倒巴薩拿到分組第二出線，淘汰賽在運氣加成下連續抽到好籤，16強總比分1-0戰勝波爾圖、八強總比分5-3打掉本菲卡、四強總比分3-0雙殺AC米蘭，殺入決賽。2023年6月10日，國際米蘭在2023年欧洲冠军联赛决赛对战曼城，被對手在下半场一脚远射得分，以一球飲恨奪得亞軍，历史上第三次见证对手三冠王。
2023/24年賽季，國米換了另一種策略，全力衝擊聯賽冠軍而在歐冠進行輪換。雖然聯賽高歌猛進，尤其聯賽下半程主場天王山之戰1-0力克強敵尤文後進入獨走階段，歐冠晉級淘汰賽也沒問題，不過他們在16強被馬德里競技淘汰出局。此外他們也未能完成杯賽連霸。2024年4月22日，在意甲上演的米蘭打吡戰兼榜首大戰，國際米蘭以2：1力克宿敵AC米蘭，提前5輪取得第20次意甲封王。第20個意甲冠軍亦令國米奪得第二顆星，創造歷史。
2024年5月22日，由于苏宁集团未能偿还对美国橡树资本的债务，橡树资本宣布将接管苏宁所有的全部国际米兰股份。张康阳将不再担任俱乐部主席。
2024/25赛季，在因扎吉的继续带领下，国米延续凶猛势头，可惜意甲方面与冠军那不勒斯仅一分之差，屈居亚军，意大利杯半决赛两回合被米兰1-4羞辱无缘决赛，欧冠方面，瑞士轮6胜1平1负只丢一球，在淘汰赛阶段接连斩下拜仁慕尼黑、巴塞罗那等欧冠传统劲旅，可没想到最终被大巴黎5比0狂虐，历史上第四次见证对手三冠王，双方分差创下欧冠历史之最。此外，国米还获得世俱杯改制后首届比赛的参赛资格。

## 榮譽

### 球會榮譽
统计截止至：2024年4月22日
| 榮譽                             | 次數        | 年度 |
| 本 土 聯 賽                      | 本 土 聯 賽 | 本 土 聯 賽 |
| -------------------------------- | ----------- | --- |
| 意甲聯賽冠軍                     | 20          | 1909-10年，1919-20年，1929-30年，1937-38年，1939-40年， 1952-53年，1953-54年，1962-63年，1964-65年，1965-66年， 1970-71年，1979-80年，1988-89年，2005-06年，2006-07年， 2007-08年，2008-09年，2009-10年，2020-21年，2023-24年 |
| 本 土 盃 賽                      |             | |
| 意大利盃冠軍                     | 9           | 1938-39年，1977-78年，1981-82年，2004-05年，2005-06年， 2009-10年，2010-11年，2021-22年，2022-23年 |
| 超級盃冠軍                       | 8           | 1989年，2005年，2006年，2008年，2010年，2021年，2022年，2023年 |
| 歐 洲 賽 事（決賽比數及對手）    |             | |

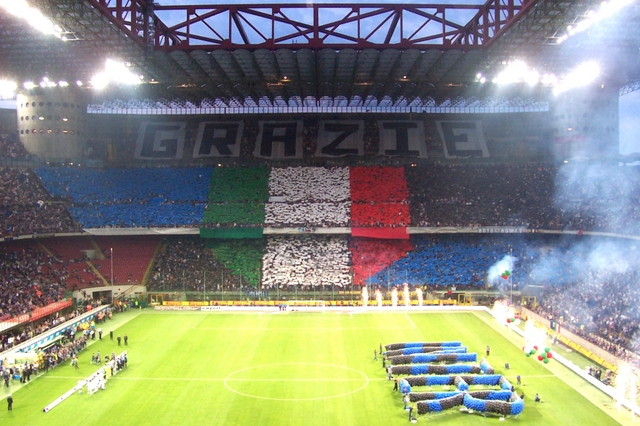
国际米兰球迷慶祝(2007年)

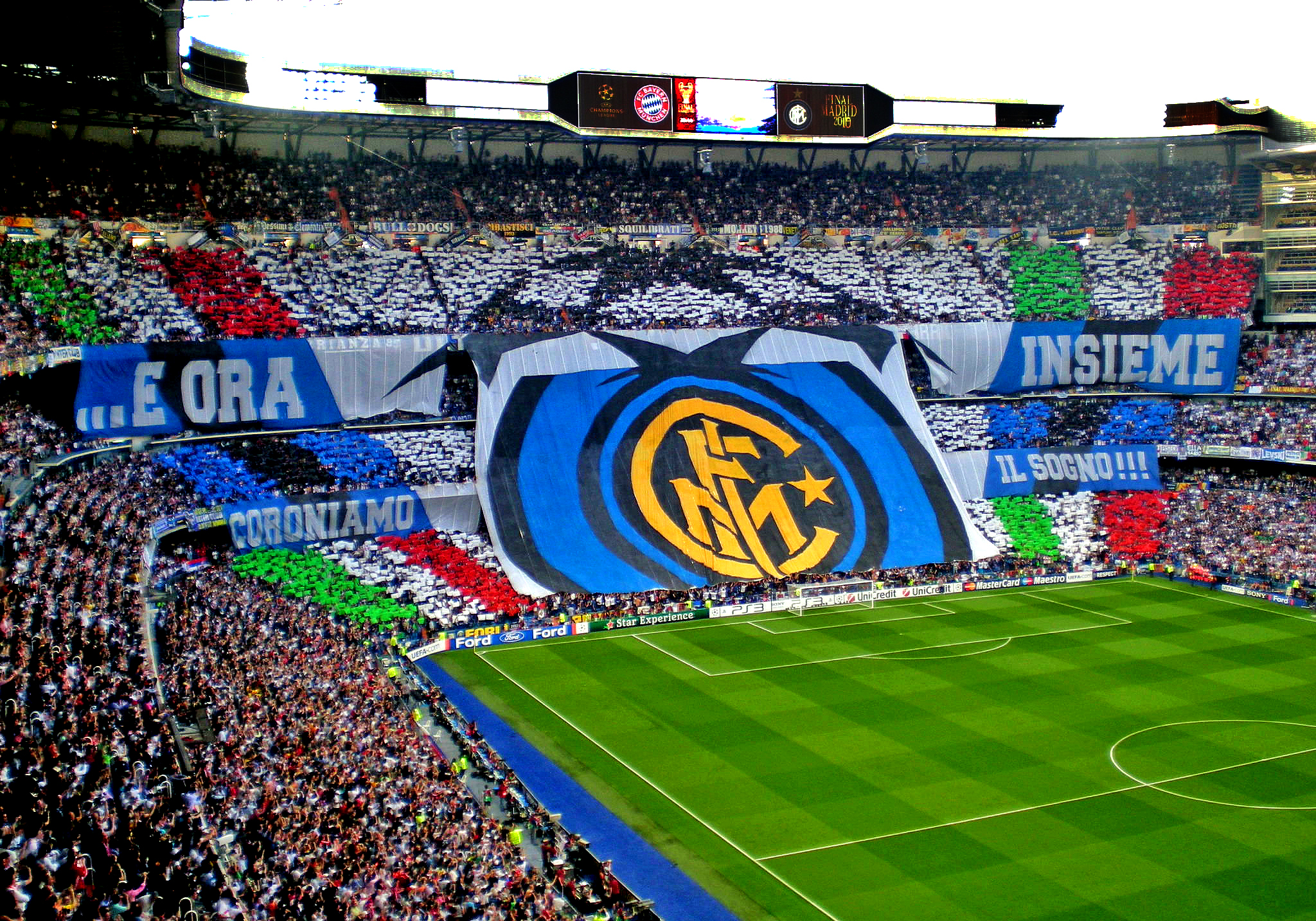
在伯纳乌球场举行的欧洲冠军联赛决赛，国米球迷展开巨大横幅（2010年）

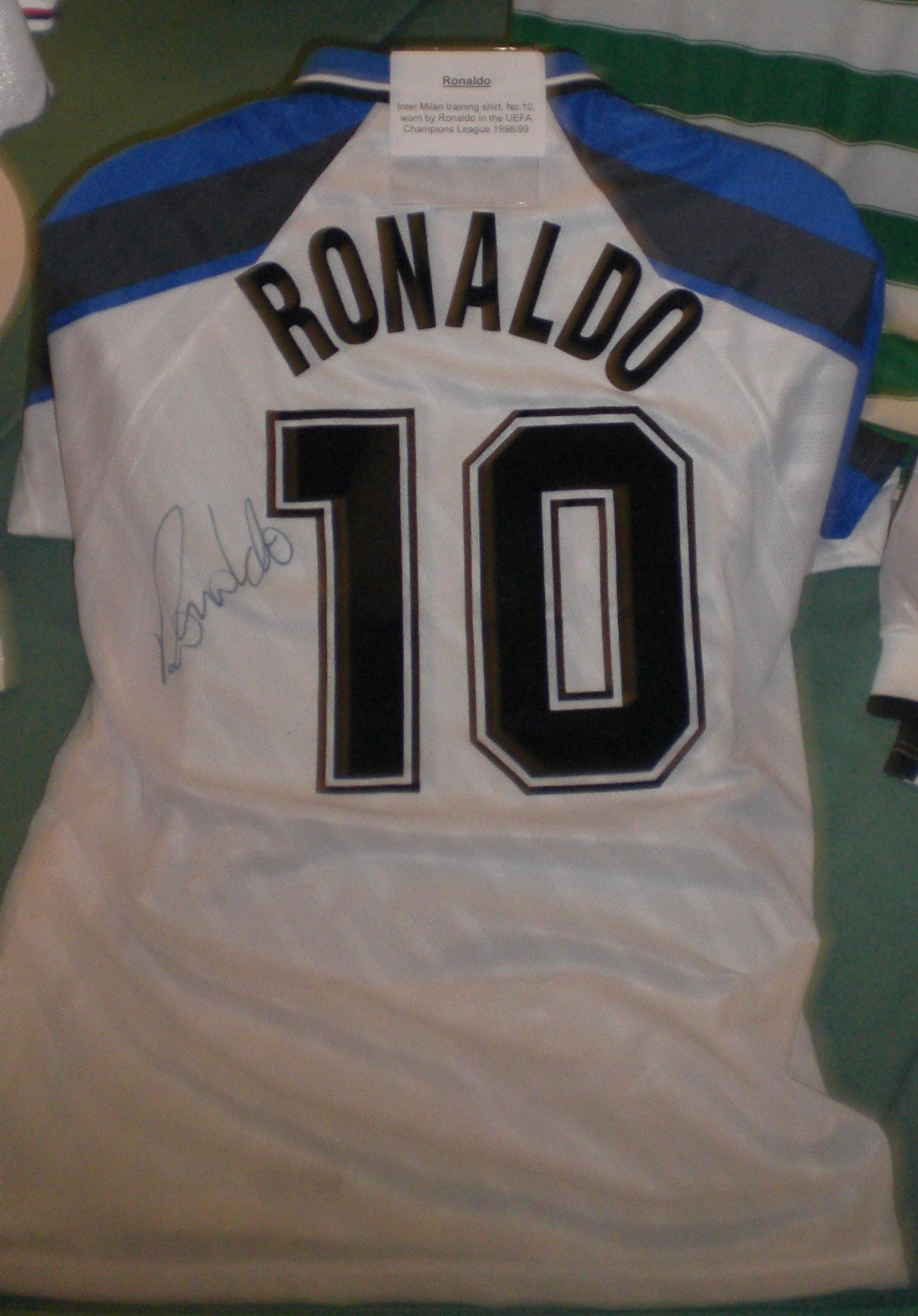
朗拿度效力于国际米兰时身披的战袍

| 歐洲冠軍球會盃／欧洲冠军联赛冠軍 | 3           | 1963-64年 3-1 對 西班牙皇家馬德里 1964-65年 1-0 對 葡萄牙 2009-10年 2-0 對 德國拜仁慕尼黑 |
| 歐洲足協盃冠軍                   | 3           | 1990-91年 2-1 對 意大利羅馬（兩回合） 1993-94年 2-0 對 奧地利薩爾茨堡（兩回合） 1997-98年 3-0 對 意大利 |
| 國 際 賽 事                      |             | |
| 洲際盃冠軍                       | 2           | 1964年 1-0 對 阿根廷獨立隊（兩回合加附加賽） 1965年 3-0 對 阿根廷獨立隊（兩回合） |
| 世界冠軍球會盃冠軍               | 1           | 2010年 3-0 對 剛果民主共和國馬贊比 |

### 球員及教練榮譽
| 榮譽               | 年度 |
| ------------------ | --- |
| 世界足球先生       | 馬圖斯（1991年）、（1997年）                                                                                |
| 歐洲金球獎         | 馬圖斯（1990年）、（1997年）                                                                                |
| 歐足聯最有價值球員 | （1998年）、（2010年）                                                                                      |
| 意甲足球先生       | （1998年）、（2008年、2009年）、 （2010年）、毛羅·伊卡爾迪（2018年）、 盧卡古（2021年）、馬天尼斯（2024年） |
| 意大利足球先生     | 韋利（2002年）                                                                                              |
| 意甲最佳外籍球员   | （1998）、（2008年、2009年）、（2010年）                                                                    |
| 意甲最佳守门员     | （2009年、2010年）                                                                                          |
| 意甲最佳后卫       | 馬特拉斯（2007年）、（2010年）、德弗里（2020年）                                                            |
| 意甲最佳中場       | 巴雷拉（2021年）、 (2022年)                                                                                 |
| 意甲最佳主教练     | 摩連奴（2009年、2010年）、安東尼奧·孔蒂（2021年）、西蒙尼·因扎吉（2024年）                                  |

## 甲級聯賽歷年成績
只記錄1970年至今之成績
| 賽季      | 位置     | 積分 | 場數 | 勝 | 和 | 負 | 入球 | 失球 | 教练                              | 當年冠軍     |
| --------- | -------- | ---- | ---- | -- | -- | -- | ---- | ---- | --------------------------------- | ------------ |
| 2024-25年 | 亞軍     | 81   | 38   | 24 | 9  | 5  | 79   | 35   | 西蒙尼·因扎吉                     | 拿坡里(82分) |
| 2023-24年 | 冠軍     | 94   | 38   | 29 | 7  | 2  | 89   | 22   | 西蒙尼·因扎吉                     | （第20次）   |
| 2022-23年 | 季軍     | 72   | 38   | 23 | 3  | 12 | 71   | 42   | 西蒙尼·因扎吉                     | 拿坡里(90分) |
| 2021-22年 | 亞軍     | 84   | 38   | 25 | 9  | 4  | 84   | 32   | 西蒙尼·因扎吉                     | AC米蘭(86分) |
| 2020-21年 | 冠軍     | 91   | 38   | 28 | 7  | 3  | 89   | 35   |                                   | （第19次）   |
| 2019-20年 | 亞軍     | 82   | 38   | 24 | 10 | 4  | 81   | 36   |                                   | (83分)       |
| 2018-19年 | 第4名    | 69   | 38   | 20 | 9  | 9  | 57   | 33   | 盧西亞諾·斯帕萊蒂                 | (90分)       |
| 2017-18年 | 第4名    | 72   | 38   | 20 | 12 | 6  | 65   | 29   | 盧西亞諾·斯帕萊蒂                 | (95分)       |
| 2016-17年 | 第7名    | 62   | 38   | 19 | 5  | 14 | 72   | 49   | 斯蒂法諾·皮奥利                   | (91分)       |
| 2015-16年 | 第4名    | 67   | 38   | 20 | 7  | 11 | 50   | 38   |                                   | (91分)       |
| 2014-15年 | 第8名    | 55   | 38   | 14 | 13 | 11 | 59   | 48   |                                   | (87分)       |
| 2013-14年 | 第5名    | 60   | 38   | 15 | 15 | 8  | 62   | 39   |                                   | (102分)      |
| 2012-13年 | 第9名    | 54   | 38   | 16 | 6  | 16 | 55   | 57   | 斯特拉马乔尼                      | (87分)       |
| 2011-12年 | 第6名    | 58   | 38   | 17 | 7  | 14 | 58   | 55   | 克劳迪奧·拉涅利 斯特拉马乔尼      | (84分)       |
| 2010-11年 | 亞軍     | 76   | 38   | 23 | 7  | 8  | 69   | 42   | 莱昂纳多·阿劳若                   | AC米蘭(82分) |
| 2009-10年 | 冠軍     | 82   | 38   | 24 | 10 | 4  | 75   | 34   | 若泽·穆里尼奥                     | （第18次）   |
| 2008-09年 | 冠軍     | 84   | 38   | 25 | 9  | 4  | 70   | 32   | 若泽·穆里尼奥                     | （第17次）   |
| 2007-08年 | 冠軍     | 85   | 38   | 25 | 10 | 3  | 69   | 26   |                                   | （第16次）   |
| 2006-07年 | 冠軍     | 97   | 38   | 30 | 7  | 1  | 80   | 34   |                                   | （第15次）   |
| 2005-06年 | 冠軍     | 76   | 38   | 23 | 7  | 8  | 68   | 30   |                                   | （第14次）   |
| 2004-05年 | 季軍     | 72   | 38   | 18 | 18 | 2  | 63   | 28   |                                   |              |
| 2003-04年 | 第4名    | 59   | 34   | 17 | 8  | 9  | 59   | 37   | 埃克托·库珀                       | AC米蘭       |
| 2002-03年 | 亞軍     | 65   | 34   | 19 | 8  | 7  | 64   | 38   | 埃克托·库珀                       |              |
| 2001-02年 | 季軍     | 69   | 34   | 20 | 9  | 5  | 62   | 35   | 埃克托·库珀                       |              |
| 2000-01年 | 第5名    | 51   | 34   | 14 | 9  | 11 | 47   | 47   | 马尔科·塔尔代利                   | 羅馬         |
| 1999-00年 | 第4名    | 58   | 34   | 17 | 7  | 10 | 58   | 36   | 马尔切洛·里皮                     | 拉素         |
| 1998-99年 | 第8名    | 46   | 34   | 13 | 7  | 14 | 59   | 54   | 路易吉·西蒙尼                     | AC米蘭       |
| 1997-98年 | 亞軍     | 69   | 34   | 21 | 6  | 7  | 62   | 27   | 路易吉·西蒙尼                     |              |
| 1996-97年 | 季軍     | 59   | 34   | 15 | 14 | 5  | 51   | 35   | 英格兰                            |              |
| 1995-96年 | 第7名    | 54   | 34   | 15 | 9  | 10 | 51   | 30   | 英格兰                            | AC米蘭       |
| 1994-95年 | 第6名    | 52   | 34   | 14 | 10 | 10 | 39   | 34   | 奥塔维奥·比安奇                   |              |
| 1993-94年 | 第13名   | 31   | 34   | 11 | 9  | 14 | 46   | 45   | 奥斯瓦尔多·巴格诺利               | AC米蘭       |
| 1992-93年 | 亞軍     | 46   | 34   | 17 | 12 | 5  | 59   | 36   | 奥斯瓦尔多·巴格诺利               | AC米蘭       |
| 1991-92年 | 第8名    | 37   | 34   | 10 | 17 | 7  | 28   | 28   | 路易斯·苏亚雷斯·米拉蒙特斯        | AC米蘭       |
| 1990-91年 | 並列亞軍 | 46   | 34   | 18 | 10 | 6  | 56   | 31   | 吉奥瓦尼·特拉帕托尼               | 森多利亞     |
| 1989-90年 | 季軍     | 44   | 34   | 17 | 10 | 7  | 55   | 32   | 吉奥瓦尼·特拉帕托尼               | 拿玻里       |
| 1988-89年 | 冠軍     | 58   | 34   | 26 | 6  | 2  | 67   | 19   | 吉奥瓦尼·特拉帕托尼               | （第13次）   |
| 1987-88年 | 第5名    | 32   | 30   | 11 | 10 | 9  | 42   | 35   | 吉奥瓦尼·特拉帕托尼               | AC米蘭       |
| 1986-87年 | 季軍     | 38   | 30   | 15 | 8  | 7  | 32   | 17   | 吉奥瓦尼·特拉帕托尼               | 拿玻里       |
| 1985-86年 | 第6位    | 32   | 30   | 12 | 8  | 10 | 36   | 33   | 伊拉里奧·卡斯塔格內 馬利奧·科爾索 |              |
| 1984-85年 | 季軍     | 38   | 30   | 13 | 12 | 5  | 42   | 28   | 伊拉里奧·卡斯塔格內               | 維羅納       |
| 1983-84年 | 第4位    | 35   | 30   | 12 | 11 | 7  | 37   | 23   | 路易吉·拉迪切                     |              |
| 1982-83年 | 季軍     | 38   | 30   | 12 | 14 | 4  | 40   | 23   | 里諾·馬凱西                       | 羅馬         |
| 1981-82年 | 第5位    | 35   | 30   | 11 | 13 | 6  | 39   | 34   | 歐根尼奧·貝爾塞里尼               |              |
| 1980-81年 | 第4位    | 36   | 30   | 14 | 8  | 8  | 41   | 24   | 歐根尼奧·貝爾塞里尼               |              |
| 1979-80年 | 冠軍     | 41   | 30   | 14 | 13 | 3  | 44   | 25   | 歐根尼奧·貝爾塞里尼               | (第12次)     |
| 1978-79年 | 第4位    | 36   | 30   | 10 | 16 | 4  | 38   | 24   | 歐根尼奧·貝爾塞里尼               | AC米蘭       |
| 1977-78年 | 第5位    | 36   | 30   | 13 | 10 | 7  | 35   | 24   | 歐根尼奧·貝爾塞里尼               |              |
| 1976-77年 | 第4位    | 33   | 30   | 10 | 13 | 7  | 34   | 27   | 吉烏塞普·奇阿偑拉                 |              |
| 1975-76年 | 第4位    | 37   | 30   | 14 | 9  | 7  | 36   | 28   | 吉烏塞普·奇阿佩拉                 | 拖連奴       |
| 1974-75年 | 第9位    | 70   | 30   | 10 | 10 | 10 | 26   | 26   | 路易斯·苏亚雷斯·米拉蒙特斯        |              |
| 1973-74年 | 第4位    | 35   | 30   | 12 | 11 | 7  | 47   | 33   | 希倫尼奧·靴利拿 厄尼亞·馬塞洛     |              |
| 1972-73年 | 第5位    | 37   | 30   | 15 | 7  | 8  | 32   | 23   | 吉奧瓦尼·因維尼奇 厄尼亞·馬塞洛   |              |
| 1971-72年 | 第5位    | 36   | 30   | 13 | 10 | 7  | 49   | 28   | 吉奧瓦尼·因維尼奇                 |              |
| 1970-71年 | 冠軍     | 46   | 30   | 19 | 8  | 3  | 50   | 26   | 赫拉貝托·赫雷拉 吉奧瓦尼·因維尼奇 | (第11次)     |

## 米兰德比
米兰德比是米兰城的两支球队，同时也是意大利和欧洲豪门AC米兰和国际米兰的比赛，被视为世界上最激烈的足球同城德比之一。联赛交锋中，国际米兰以70胜58平62负略占上风，而总场次上AC米兰亦以113胜78平101负占据上风。
最新数据截止到2018年4月4日。
| 场次         | 国际米兰获胜 | 打平     | AC米兰获胜 | 国际米兰进球 | AC米兰进球 |          |          |
| 意甲联赛     | 意甲联赛     | 意甲联赛 | 意甲联赛   | 意甲联赛     | 意甲联赛   | 意甲联赛 | 意甲联赛 |
| ------------ | ------------ | -------- | ---------- | ------------ | ---------- | -------- | -------- |
| 190          | 70           | 58       | 62         | 272          | 253        |          |          |
| 意大利杯     |              |          |            |              |            |          |          |
| 24           | 7            | 7        | 10         | 22           | 33         |          |          |
| 意大利超级杯 |              |          |            |              |            |          |          |
| 2            | 1            | 0        | 1          | 4            | 2          |          |          |
| 欧冠联赛     |              |          |            |              |            |          |          |
| 4            | 0            | 2        | 2          | 1            | 4          |          |          |
| 正式比赛     |              |          |            |              |            |          |          |
| 219          | 77           | 67       | 75         | 296          | 291        |          |          |
| 其他         |              |          |            |              |            |          |          |
| 73           | 24           | 11       | 38         | 128          | 160        |          |          |
| 总计         |              |          |            |              |            |          |          |
| 292          | 101          | 78       | 113        | 424          | 451        |          |          |

## 球員名單（2025-2026賽季）
1. 球員編號參照 官方網站 （页面存档备份，存于）。
2. 粗體字為新加盟球員（青年隊提升不計）。
3. 者為傷患球員。
4. 取消共有球員制。
5. 2025年夏季轉會窗（英语：List of Italian football transfers summer 2025）：6月1日至10日，6月16日至9月1日[14]

### 現役球員
| 號碼  | 國籍       | 球員                                | 位置     | 年齡  | 加盟年份 | 加盟球會       | 轉會費      |
| 門 將 | 門 將      | 門 將                               | 門 將    | 門 將 | 門 將    | 門 將          | 門 將       |
| ----- | ---------- | ----------------------------------- | -------- | ----- | -------- | -------------- | ----------- |
| 1     | 瑞士       | （Yann Sommer）                     | 門將     | 36    | 2023     | 拜仁慕尼黑     | 675萬歐元   |
| 12    | 義大利     | （Raffaele Di Gennaro）             | 門將     | 31    | 2023     | 古比奥         | 自由轉會    |
| 13    | 西班牙     | （Josep Martínez）                  | 門將     | 27    | 2024     | 热那亚         | 1,350萬歐元 |
| 後 衛 |            |                                     |          |       |          |                |             |
| 2     | 荷兰       | （Denzel Dumfries）                 | 右后卫   | 29    | 2021     |                | 1,250万歐元 |
| 5     | 法國       | （Benjamin Pavard）                 | 中后卫   | 29    | 2023     | 拜仁慕尼黑     | 3,000万欧元 |
| 6     | 荷兰       | （Stefan de Vrij）                  | 中后卫   | 33    | 2018     | 拉齊奧         | 自由转会    |
| 15    | 義大利     | （Francesco Acerbi）                | 中后卫   | 37    | 2022     | 拉齊奧         | 350萬歐元   |
| 30    | 巴西       | （Carlos Augusto）                  | 左后卫   | 26    | 2023     | 蒙扎           | 1,300萬歐元 |
| 31    | 德国       | （Yann Bisseck）                    | 中后卫   | 24    | 2023     | 阿曉斯         | 700萬歐元   |
| 32    | 義大利     | （Federico Dimarco）                | 左后卫   | 27    | 2018     | 錫永           | 500万欧元   |
| 36    | 義大利     | （Matteo Darmian）                  | 右后卫   | 35    | 2021     | 帕爾馬         | 250萬歐元   |
| 42    | 阿根廷     | 托馬斯·帕拉西奧斯（Tomás Palacios） | 中后卫   | 22    | 2024     | 泰拿尼斯       | 650萬歐元   |
| 95    | 義大利     | （Alessandro Bastoni）              | 中后卫   | 26    | 2017     |                | 3,100萬歐元 |
| 中 場 |            |                                     |          |       |          |                |             |
| 7     | 波兰       | （Piotr Zieliński）                 | 正中場   | 31    | 2024     | 拿坡里         | 自由轉會    |
| 8     | 克罗地亚   | 佩塔尔·苏契奇（Petar Sučić）        | 防守中場 | 21    | 2025     | 萨格勒布迪纳摩 | 1,400萬歐元 |
| 16    | 義大利     | （Davide Frattesi）                 | 正中場   | 25    | 2023     | 薩斯索羅       | 2,900万欧元 |
| 20    | 土耳其     | （Hakan Çalhanoğlu）                | 防守中場 | 31    | 2021     | AC米蘭         | 自由轉會    |
| 21    | 阿尔巴尼亚 | （Kristjan Asllani）                | 防守中場 | 23    | 2022     | 恩波利         | 1,000萬歐元 |
| 22    | 亞美尼亞   | （Henrikh Mkhitaryan）              | 正中場   | 36    | 2022     | 羅馬           | 自由轉會    |
| 23    | 義大利     | （Nicolò Barella）                  | 正中場   | 28    | 2019     | 卡利亚里       | 2,500万欧元 |
| 前 鋒 |            |                                     |          |       |          |                |             |
| 9     | 法國       | （Marcus Thuram）                   | 中鋒     | 28    | 2023     | 门兴格拉德巴赫 | 自由轉會    |
| 10    | 阿根廷     | （Lautaro Martínez）                | 中鋒     | 27    | 2018     |                | 1,600万欧元 |
| 11    | 巴西       | （Luis Henrique）                   | 左翼     | 23    | 2025     | 马赛           | 2,300萬歐元 |
| 14    | 法國       | 安吉-约恩·邦尼（Ange-Yoan Bonny）   | 中鋒     | 21    | 2025     | 帕尔玛         | 2,300萬歐元 |
| 94    | 義大利     | （Francesco Pio Esposito）          | 中锋     | 20    | 2023     | 青年隊         | --          |
| 99    | 伊朗       | （Mehdi Taremi）                    | 中鋒     | 33    | 2024     | 波尔图         | 自由轉會    |

1. ↑  另浮動條款200萬歐元
2. ↑  租借一季(22/23)後買斷
3. ↑  租借一季(23/24)後買斷
4. ↑  租借一季(23/24)後買斷，租借費600萬歐元
5. ↑  租借一季(22/23)後買斷，租借費400萬歐元
6. ↑  另浮動條款200萬歐元
7. ↑  另浮動條款300萬歐元

### 外借球員
| 號碼             | 國籍             | 球員                              | 位置             | 年齡             | 加盟年份         | 外借球會         | 外借球季         |
| 2025年夏季轉會窗 | 2025年夏季轉會窗 | 2025年夏季轉會窗                  | 2025年夏季轉會窗 | 2025年夏季轉會窗 | 2025年夏季轉會窗 | 2025年夏季轉會窗 | 2025年夏季轉會窗 |
| ---------------- | ---------------- | --------------------------------- | ---------------- | ---------------- | ---------------- | ---------------- | ---------------- |
| 45               | 阿根廷           | （Valentín Carboni）              | 前腰             | 20               | 2022             | 热那亚           | 25/26球季        |
| 70               | 義大利           | （Sebastiano Esposito）           | 中鋒             | 23               | 2019             | 卡利亚里         | 25/26球季        |
| -                | 阿根廷           | 佛朗哥·卡尔博尼（Franco Carboni） | 左后卫           | 22               | 2022             | 恩波利           | 25/26球季        |

1. ↑  含强制买断条款

### 離隊球員
1. 『*』為先租出一季或半季後售出/自由轉會。

| 號碼             | 國籍             | 球員                              | 位置             | 年齡             | 加盟年份         | 加盟球會         | 轉會費           |
| 2025年夏季轉會窗 | 2025年夏季轉會窗 | 2025年夏季轉會窗                  | 2025年夏季轉會窗 | 2025年夏季轉會窗 | 2025年夏季轉會窗 | 2025年夏季轉會窗 | 2025年夏季轉會窗 |
| ---------------- | ---------------- | --------------------------------- | ---------------- | ---------------- | ---------------- | ---------------- | ---------------- |
| 8                | 奥地利           | （Marko Arnautovic）              | 中鋒             | 36               | 2023             | 自由身           | 自由轉會         |
| 11               | 阿根廷           | （Joaquín Correa）                | 輔鋒             | 31               | 2021             | 博塔弗戈         | 自由转会         |
| 13               | 比利时           | （Zinho Vanheusden）              | 中堅             | 26               | 2021             | 马贝拉           | 自由转会         |
| 17               | 加拿大           | （Tajon Buchanan）                | 右中场           | 26               | 2024             | 比利亞雷阿爾     | 900万欧元        |
| 35               | 塞尔维亚         | （Filip Stanković）               | 門將             | 23               | 2020             | 威尼斯           | 150萬歐元*       |
| 47               | 義大利           | （Alessandro Fontanarosa）        | 中堅             | 22               | 2022             | 阿韦利诺         | 待查             |
| 48               | 乌拉圭           | （Martín Satriano）               | 前鋒             | 24               | 2020             | 朗斯             | 500萬歐元*       |
| 59               | 波兰             | （Nicola Zalewski）               | 左中場           | 23               | 2025             |                  | 1,700萬歐元      |
| -                | 義大利           | 埃迪·薩爾塞多（Eddie Salcedo）    | 中鋒             | 23               | 2019             | OFI克里特        | 自由轉會*        |
| -                | 塞尔维亚         | （Aleksandar Stanković ）         | 后腰             | 20               | 2022             | 布魯日           | 950萬歐元        |
| -                | 法國             | 伊西亞卡·卡馬特（Issiaka Kamate） | 右翼             | 21               | 2024             | 国米U23          | --               |

## 一线队教练组名单

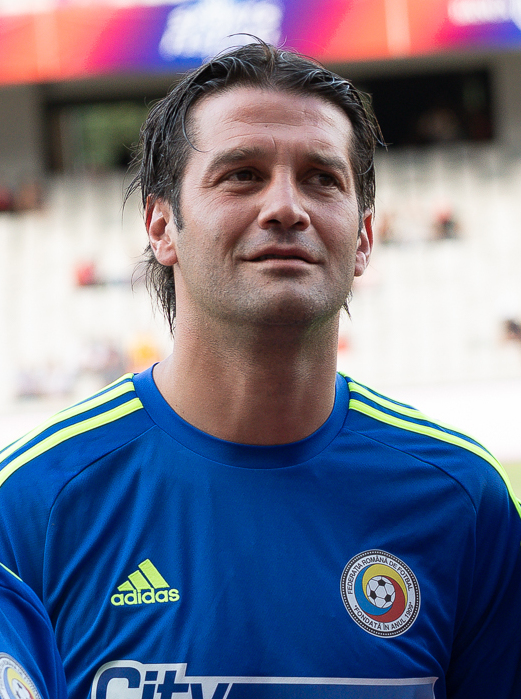
一线队主教练克里斯蒂安·基伏

| 职位       | 姓名                                   |
| ---------- | -------------------------------------- |
| 主教练     | 克里斯蒂安·基伏 (Cristian Chivu)       |
| 助理教练   | 亚历山大·科拉罗夫 (Aleksandar Kolarov) |
| 技术教练   | 马里奥·切奇 (Mario Cecchi)             |
| 技术教练   | 安杰洛·帕隆博 (Angelo Palombo)         |
| 体能教练   | 斯特凡诺·拉佩蒂 (Stefano Rapetti)      |
| 体能教练   | 毛里齐奥·范奇尼 (Maurizio Fanchini)    |
| 守门员教练 | 詹卢卡·斯皮内利 (Gianluca Spinelli)    |
| 守门员教练 | 保罗·奥兰多尼 (Paolo Orlandoni)        |

## 著名球員
只記錄聯賽及歐洲賽出場數多於50
1920年代
- 梅阿查（Giuseppe Meazza，1927-40，46-47）

1950年代
- 科尔索（Mario Corso，1957-73）

1960年代
- 比基（Armando Picchi，1960-67）
- （Sandro Mazzola，1960-77）
- （Giacinto Facchetti，1960-78）（其3號球衣永久退役）
- 米拉蒙特斯（Luis Suárez Miramontes，1961-70）
- （Tarcisio Burgnich，1962-74）
- （Jair da Costa，1962-67，68-72）

1970年代
- （Giuseppe Baresi，1976-92）
- （Alessandro Altobelli，1977-88）
- （Giuseppe Bergomi，1979-99）

1980年代
- 费里（Riccardo Ferri，1981-94）
- （Walter Zenga，1982-94）
- （Liam Brady，1984-86）
- （Karl-Heinz Rummenigge，1984-87）
- 曼多里尼（Andrea Mandorlini，1984-91）
- （Daniel Passarella，1986-88）
- （Andreas Brehme，1988-92）
- （Lothar Matthäus，1988-92）
- 比安奇（英语：Alessandro Bianchi (footballer, born 1966)）（Alessandro Bianchi，1988-96）
- 贝尔蒂（Nicola Berti，1988-97）
- （Jürgen Klinsmann，1989-92）

1990年代
- （Sergio Battistini，1990-94）
- 安东尼奥·柏根連尼（Antonio Paganin，1990-95）
- （Davide Fontolan，1990-96）
- （Angelo Orlando，1991-95）
- （Igor Shalimov，1992-94）
- （Ruben Sosa，1992-95）
- （Dennis Bergkamp，1993-95）
- （Wim Jonk，1993-95）
- 戴爾安諾（Francesco Dell'Anno，1993-96）
- （Massimo Paganin，1993-97）
- （Gianluca Festa，1993-97）
- （Gianluca Pagliuca，1994-99）
- 岡茨（Maurizio Ganz，1995-97）
- （Paul Ince，1995-97）
- 皮斯托内（Alessandro Pistone，1995-97）
- 布兰卡（Marco Branca，1995-98）
- （Salvatore Fresi，1995-98，1999-2000）
- 卡隆（Mohamed Kallon，1995-99）
- （Javier Zanetti，1995-2014）（其4號球衣永久退役）
- （Youri Djorkaeff，1996-99）
- （Aron Winter，1996-99）
- 加兰特（Fabio Galante，1996-99）
- （Ivan Zamorano，1996-2001）
- （Diego Simeone，1997-99）
- （Taribo West，1997-99）
- 澤·埃利亞斯（Zé Elias，1997-99）
- 莫列罗（Francesco Moriero，1997-2000）
- 科隆内塞（Francesco Colonnese，1997-2000）
- （Benoît Cauet，1997-2001）
- （Ronaldo，1997-2002）
- （Álvaro Recoba，1997-2008）
- 文托拉（Nicola Ventola，1998-99，2000-05）
- （Roberto Baggio，1998-2000）
- （Cristiano Zanetti，1998，2001-06）
- （Laurent Blanc，1999-2001）
- （Vladimir Jugović，1999-2001）
- （Clarence Seedorf，1999-2002）
- （Dario Šimić，1999-2002）
- （Luigi Di Biagio，1999-2003）
- （Christian Vieri，1999-2005）

2000年代
- 格雷斯科（Vratislav Gresko，2000-02）
- （Javier Farinós，2000-02，2003-04）
- （Ivan Cordoba，2000-12）
- （Adriano，2001-02，2004-09）
- （Sérgio Conceição，2001-03）
- （Emre Belözoğlu，2001-05）
- 达尔马（Stéphane Dalmat，2001-05）
- （Obafemi Martins，2001-06）
- （Francesco Toldo，2001-10）
- （Marco Materazzi，2001-11）
- （Hernán Crespo，2002-03，2006-09）
- （Fabio Cannavaro，2002-04）
- （Giovanni Pasquale，2003-05）
- （Andy van der Meyde，2003-05）
- （Kily González，2003-06）
- （Julio Cruz，2003-09）
- （Juan Sebastián Verón，2004—2006）
- （Giuseppe Favalli，2004-06）
- （Nicolás Burdisso，2004-09）
- （Dejan Stankovic，2004-13）
- （Esteban Cambiasso，2004-14）
- （Santiago Solari，2005-08）
- （Luís Figo，2005-09）
- （Júlio César，2005-12）
- （Walter Samuel，2005-14）
- （Zlatan Ibrahimovic，2006-09）
- （Maxwell，2006-09）
- （Olivier Dacourt，2006-09）
- （Patrick Vieira，2006-10）
- （Maicon Douglas，2006-12）
- （Jonathan Biabiany，2007，2010-11，2015-18）
- （Mario Balotelli，2007-10）
- （Cristian Chivu，2007-14）
- （Davide Santon，2008-11，2015-18）
- （Sulley Muntari，2008-12）
- （Samuel Eto'o，2009-11）
- （Goran Pandev，2009-11）
- （Lucio，2009-12）
- 莫塔（Thiago Motta，2009–2012）
- （Wesley Sneijder，2009-13）
- （Diego Milito，2009-14）

2010年代
- （Joel Obi，2010-15）
- （Andrea Ranocchia，2010-16，2016-22）
- （Giampaolo Pazzini，2011-12）
- （Ricardo Alvarez，2011-15）
- （Jonathan，2011-15）
- 長友佑都（Yuto Nagatomo，2011-18）
- （Juan Jesus，2012-16）
- （Fredy Guarin，2012-16）
- （Rodrigo Palacio，2012-17）
- （Samir Handanovic，2012-23）
- （Mateo Kovačić，2013-15）
- （Zdravko Kuzmanović，2013-15）
- 伊卡迪（Mauro Icardi，2013-19）
- （Hernanes，2014-15）
- （2014-16，2019-20，2021-）
- （Gary Medel，2014-17）
- （Danilo D'Ambrosio，2014-23）
- （Jeison Murillo，2015-18）
- （Geoffrey Kondogbia，2015-18）
- （João Miranda，2015-19）
- 佩里希奇（Ivan Perišić，2015-22）
- （Marcelo Brozović，2015-23）
- （Éder，2016-18）
- （Antonio Candreva，2016-21）
- （João Mário，2016-21）
- （Borja Valero，2017-20）
- （Matías Vecino，2017-22）
- （Milan Škriniar，2017-23）
- （Roberto Gagliardini，2017-23）
- （Lautaro Martínez，2018-）
- （Stefan de Vrij，2018-）
- （Kwadwo Asamoah，2018-20）
- （Matteo Politano，2018-21）
- （Nicolò Barella，2019-）
- （Alessandro Bastoni，2019-）
- （Romelu Lukaku，2019-21）
- （Alexis Sánchez，2019-22，23-24）
- （Stefano Sensi，2019-24）

2020年代
- （Matteo Darmian，2020-）
- （Christian Eriksen，2020-21）
- （Ashley Young，2020-21）
- （Arturo Vidal，2020-22）
- （Hakan Çalhanoğlu，2021-）
- （Denzel Dumfries，2021-）
- （Joaquín Correa，2021-）
- （Edin Dzeko，2021-23）
- （Henrikh Mkhitaryan，2022-）
- （Francesco Acerbi，2022-）
- （Kristjan Asllani，2022-）
- （Robin Gosens，2022-23）
- （Marcus Thuram，2023-）
- （Yann Sommer，2023-）
- （Carlos Augusto，2023-）
- （Davide Frattesi，2023-）

## 战后历任主教练

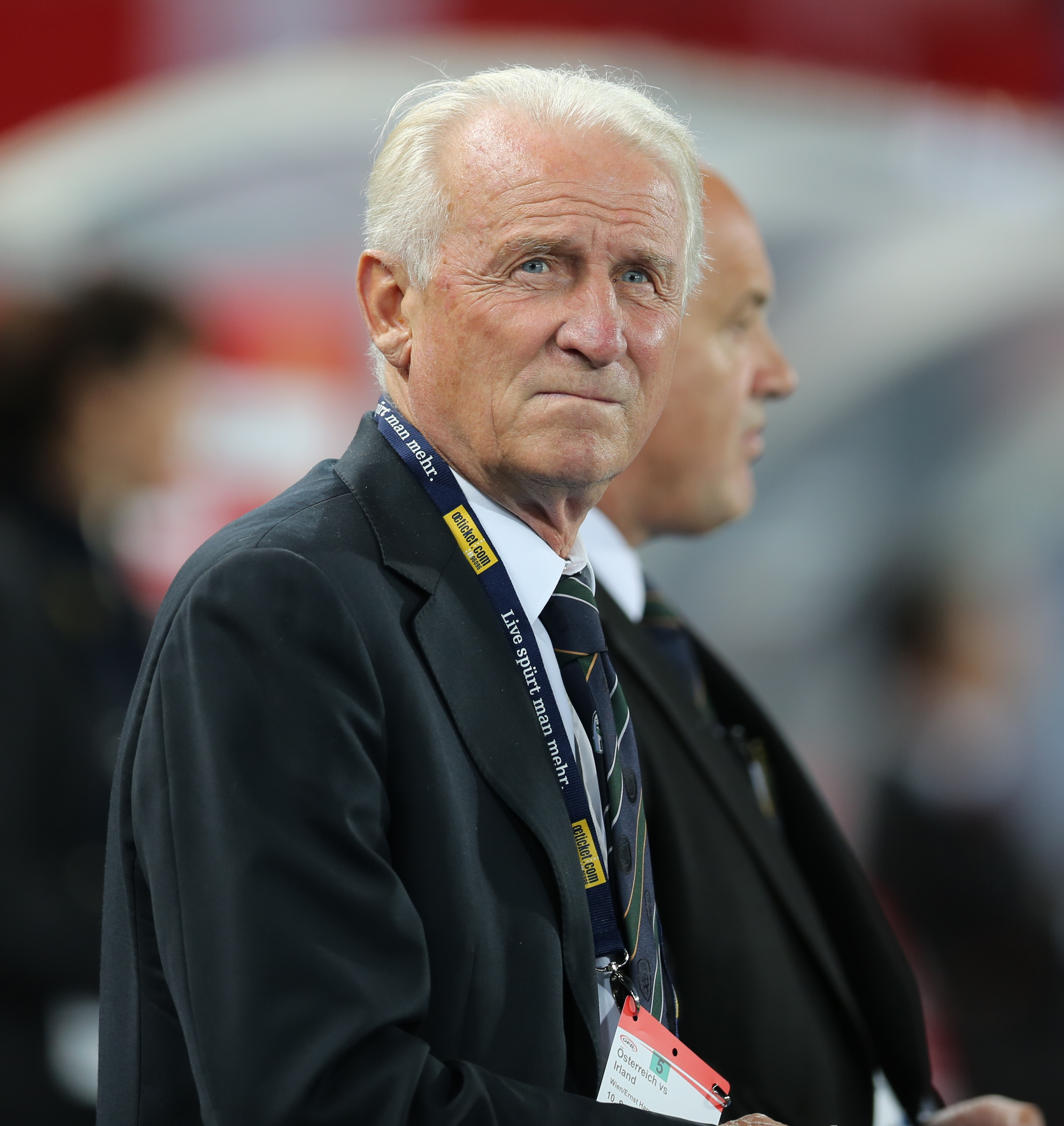
1988-89賽季，查柏東尼帶領國際米蘭以創紀錄的58分奪冠

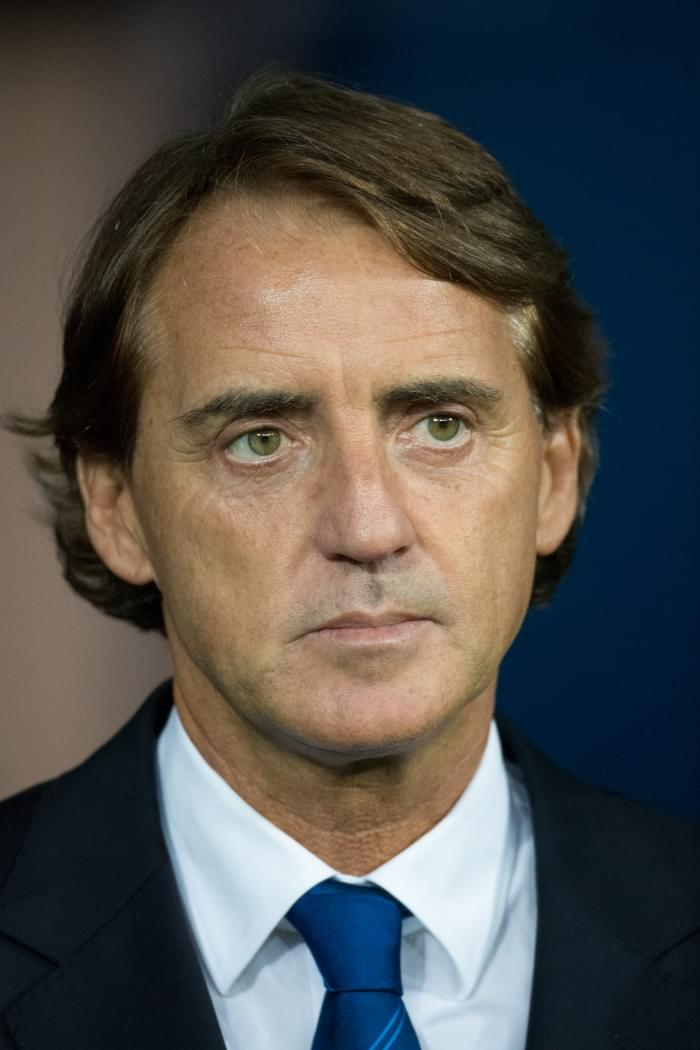
国际米兰“中兴名帅”罗伯托·曼奇尼，其執教的4年期間共贏得7項冠軍

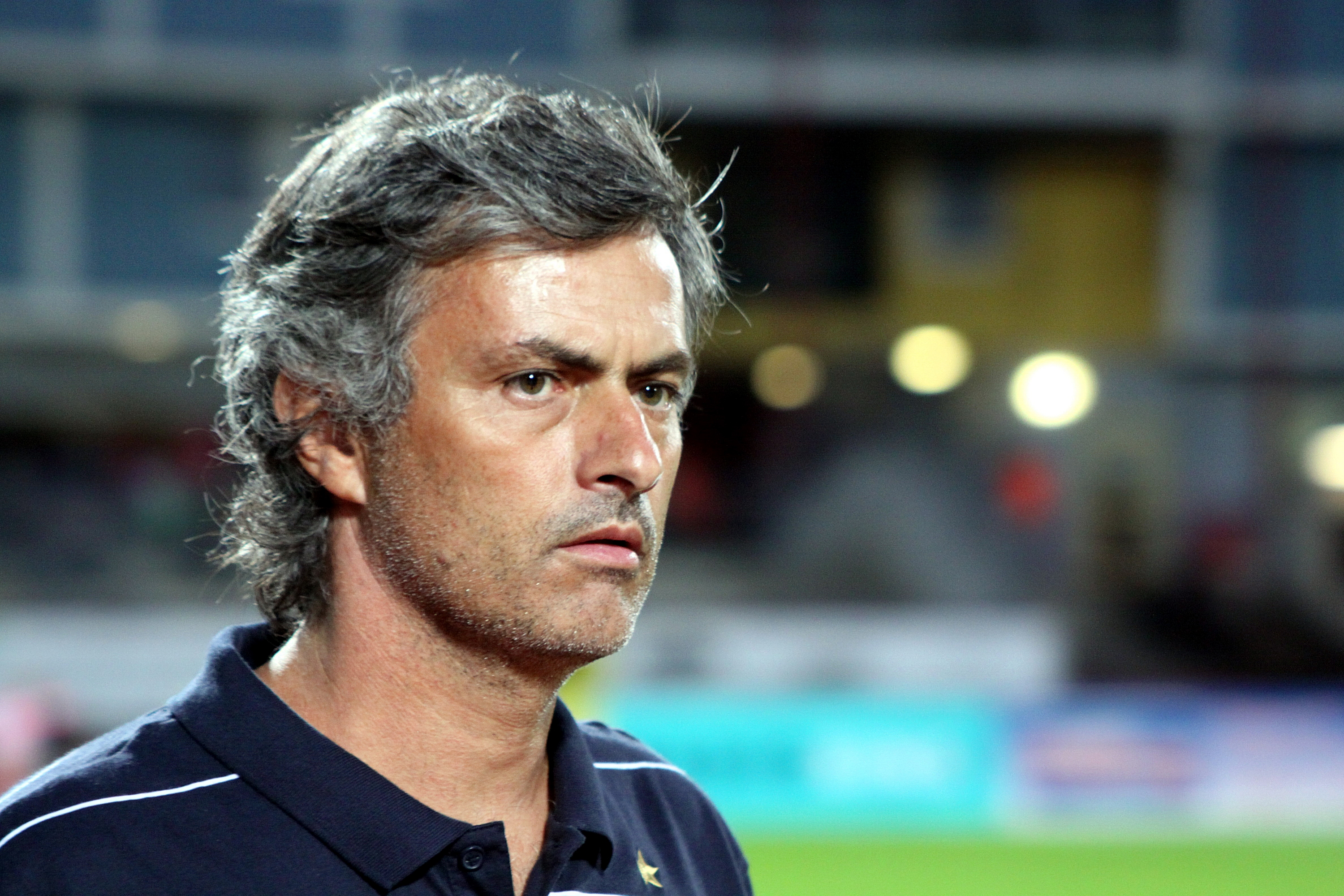
穆里尼奥, 2008-2010年間執教球隊，带领国际米兰赢得了意大利足球史上第一个三冠王

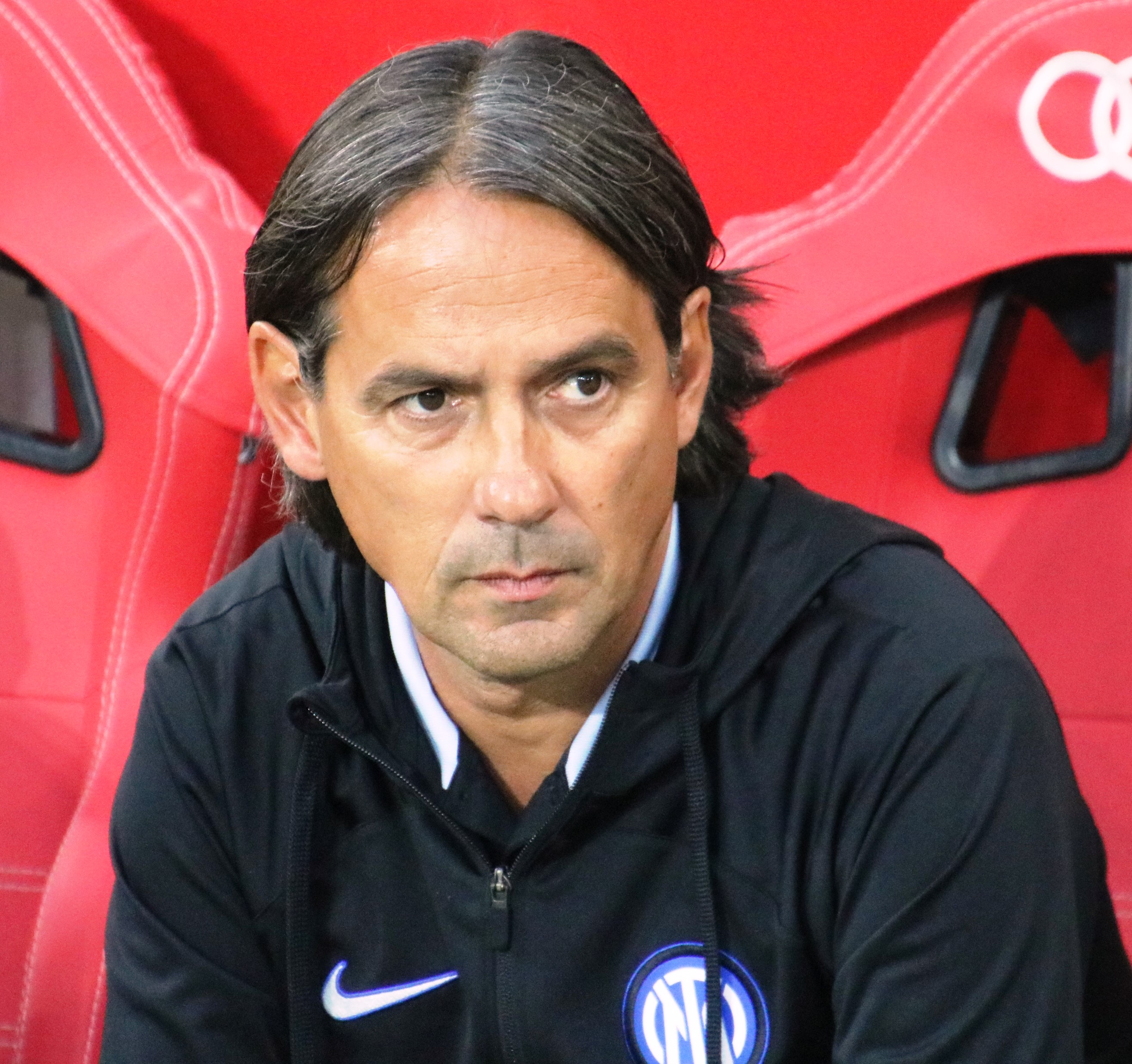
西蒙尼·因扎吉, 2021-25年执教国际米兰期间为球队带来第20个意甲冠军，并且在三年内两次进入欧冠决赛

| 姓名                                       | 国籍     | 年份    | 任期荣誉                                                                                   |
| ------------------------------------------ | -------- | ------- | ------------------------------------------------------------------------------------------ |
| 卡尔罗·卡尔卡诺（Carlo Carcano）           | 義大利   | 1945–46 |                                                                                            |
| 尼诺·努特里齐奥（Nino Nutrizio）           | 義大利   | 1946    |                                                                                            |
| 朱塞佩·梅阿查（Giuseppe Meazza）           | 義大利   | 1947–48 |                                                                                            |
| 卡尔罗·卡尔卡诺（Carlo Carcano）           | 義大利   | 1948    |                                                                                            |
| 代伊·阿什特利（Dai Astley）                | 威尔士   | 1948    |                                                                                            |
| 朱利奥·卡佩利（Giulio Cappelli）           | 義大利   | 1949–50 |                                                                                            |
| 阿尔多·奥利维耶里（Aldo Olivieri）         | 義大利   | 1950–52 |                                                                                            |
| 阿尔弗雷多·福尼（Alfredo Foni）            | 義大利   | 1952–55 | 1952–53，1953–54 甲組聯賽冠军                                                              |
| 阿尔多·坎帕特利（Aldo Campatelli）         | 義大利   | 1955    |                                                                                            |
| 朱塞佩·梅阿查（Giuseppe Meazza）           | 義大利   | 1955–56 |                                                                                            |
| 安尼巴莱·弗罗西（Annibale Frossi）         | 義大利   | 1956    |                                                                                            |
| 路易吉·费雷罗（Luigi Ferrero）             | 義大利   | 1957    |                                                                                            |
| 朱塞佩·梅阿查（Giuseppe Meazza）           | 義大利   | 1957    |                                                                                            |
| 杰西·卡尔沃（Jesse Carver）                | 英格兰   | 1957–58 |                                                                                            |
| 朱塞佩·比格诺（Giuseppe Bigogno）          | 義大利   | 1958    |                                                                                            |
| 阿尔多·坎帕特利（Aldo Campatelli）         | 義大利   | 1959–60 |                                                                                            |
| 卡米略·阿基利（Camillo Achilli）           | 義大利   | 1960    |                                                                                            |
| 吉乌里奥·卡裴利（Giulio Cappelli）         | 義大利   | 1960    |                                                                                            |
| （Helenio Herrera）                        | 阿根廷   | 1960–68 | 1962–63，1964–65，1965–66 甲組聯賽冠军 1963–64，1964–65 歐洲冠軍球會盃冠军 1964，1965 冠军 |
| 阿尔弗雷多·福尼（Alfredo Foni）            | 義大利   | 1968–69 |                                                                                            |
| 赫里贝托·赫雷拉（Heriberto Herrera）       | 巴拉圭   | 1969–71 | 1970–71 甲組聯賽冠军                                                                       |
| 吉奥瓦尼·因维尼齐（Giovanni Invernizzi）   | 義大利   | 1971–73 |                                                                                            |
| 厄尼亚·马塞洛（Enea Masiero）              | 義大利   | 1973    |                                                                                            |
| （Helenio Herrera）                        | 阿根廷   | 1973    |                                                                                            |
| 厄尼亚·马塞洛（Enea Masiero）              | 義大利   | 1974    |                                                                                            |
| 路易斯·蘇亞雷斯·米拉蒙特斯（Luis Suárez）  | 西班牙   | 1974–75 |                                                                                            |
| 吉乌塞普·奇阿佩拉（Giuseppe Chiappella）   | 義大利   | 1976–77 |                                                                                            |
| 欧根尼奥·贝尔塞里尼（Eugenio Bersellini）  | 義大利   | 1977–82 | 1979–80 甲組聯賽冠军 1977–78，1981–82 意大利盃冠军                                         |
| 里诺·马凯西（Rino Marchesi）               | 義大利   | 1982–83 |                                                                                            |
| 路易吉·拉迪切（Luigi Radice）              | 義大利   | 1983–84 |                                                                                            |
| 伊拉里奥·卡斯塔格内（Ilario Castagner）    | 義大利   | 1984–86 |                                                                                            |
| 马里奥·科尔索（Mario Corso）               | 義大利   | 1986    |                                                                                            |
| （Giovanni Trapattoni）                    | 義大利   | 1986–91 | 1988–89 甲組聯賽冠军 1989 超級盃冠军 1990–91 冠军                                          |
| 科拉多·奥里科（Corrado Orrico）            | 義大利   | 1991    |                                                                                            |
| 路易斯·蘇亞雷斯·米拉蒙特斯（Luis Suárez）  | 西班牙   | 1992    |                                                                                            |
| 奥斯瓦尔多·巴格诺利（Osvaldo Bagnoli）     | 義大利   | 1992–94 | 1993–94 冠军                                                                               |
| 吉安皮耶罗·马里尼（Giampiero Marini）      | 義大利   | 1994    |                                                                                            |
| 奥塔维奥·比安奇（Ottavio Bianchi）         | 義大利   | 1994–95 |                                                                                            |
| 路易斯·蘇亞雷斯·米拉蒙特斯（Luis Suárez）  | 西班牙   | 1995    |                                                                                            |
| （Roy Hodgson）                            | 英格兰   | 1995–97 |                                                                                            |
| 卢恰诺·卡斯泰利尼（Luciano Castellini）    | 義大利   | 1997    |                                                                                            |
| 路易吉·西蒙尼（Luigi Simoni）              | 義大利   | 1997–98 | 1997–98 冠军                                                                               |
| 米尔恰·卢切斯库（Mircea Lucescu）          | 羅馬尼亞 | 1999    |                                                                                            |
| 卢恰诺·卡斯泰利尼（Luciano Castellini）    | 義大利   | 1999    |                                                                                            |
| （Roy Hodgson）                            | 英格兰   | 1999    |                                                                                            |
| （Marcello Lippi）                         | 義大利   | 1999–00 |                                                                                            |
| （Marco Tardelli）                         | 義大利   | 2000–01 |                                                                                            |
| （Héctor Raul Cúper）                      | 阿根廷   | 2001–03 |                                                                                            |
| 科拉多·维尔德利（Corrado Verdelli）        | 義大利   | 2003    |                                                                                            |
| （Alberto Zaccheroni）                     | 義大利   | 2003–04 |                                                                                            |
| （Roberto Mancini）                        | 義大利   | 2004–08 | 2005–06，2006–07，2007–08 甲組聯賽冠军 2004–05，2005–06 意大利盃冠军 2005，2006 超級盃冠军 |
| 若泽·穆里尼奥（José Mourinho）             | 葡萄牙   | 2008–10 | 2008–09，2009–10 甲組聯賽冠军 2008 超級盃冠军 2009–10 意大利盃冠军 2009–10 欧洲冠军杯冠军  |
| （Rafael Benítez Maudes）                  | 西班牙   | 2010    | 2010 超級盃冠军 2010 世界俱乐部杯冠军                                                      |
| 莱昂纳多（Leonardo Araujo）                | 巴西     | 2010–11 | 2010–11 意大利杯冠军                                                                       |
| （Gian Piero Gasperini）                   | 義大利   | 2011    |                                                                                            |
| （Claudio Ranieri）                        | 義大利   | 2011–12 |                                                                                            |
| 安德烈·斯特拉马乔尼（Andrea Stramaccioni） | 義大利   | 2012–13 |                                                                                            |
| （Walter Mazzarri）                        | 義大利   | 2013–14 |                                                                                            |
| （Roberto Mancini）                        | 義大利   | 2014–16 |                                                                                            |
| （Frank de Boer）                          | 荷兰     | 2016    |                                                                                            |
| 斯蒂法诺·皮奥利（Stefano Pioli）           | 義大利   | 2016–17 |                                                                                            |
| 盧斯安奴·史巴列堤（Luciano Spalletti）     | 義大利   | 2017–19 |                                                                                            |
| （Antonio Conte）                          | 義大利   | 2019-21 | 2020–21 甲級聯賽冠軍                                                                       |
| 西蒙尼·因扎吉（Simone Inzaghi）            | 義大利   | 2021–25 | 2021-22，2022-23 義大利盃冠軍 2021，2022，2023 超級盃冠军 2023–24 甲級聯賽冠軍             |
| 克里斯蒂安·基伏（Cristian Chivu）          | 羅馬尼亞 | 2025-   |                                                                                            |

## 战后历任主席
| 在任時期      | 姓名                                   |
| ------------- | -------------------------------------- |
| 1942年-1955年 | 卡洛·馬塞羅尼 Carlo Masseroni          |
| 1955年-1968年 | 安傑洛·莫拉蒂 Angelo Moratti           |
| 1968年-1984年 | 伊瓦诺伊·弗萊佐利 Ivanoe Fraizzoli     |
| 1984年-1995年 | 埃內斯托·佩萊格里尼 Ernesto Pellegrini |
| 1995年-2004年 | Massimo Moratti                        |
| 2004年-2006年 | 范察堤 Giacinto Facchetti              |
| 2006年-2013年 | Massimo Moratti                        |
| 2013年-2018年 | 埃里克·托希爾 Erick Thohir             |
| 2018年-2024年 | 張康陽 Steven Zhang                    |
| 2024年-現任   | Giuseppe Marotta                       |

## 纪录

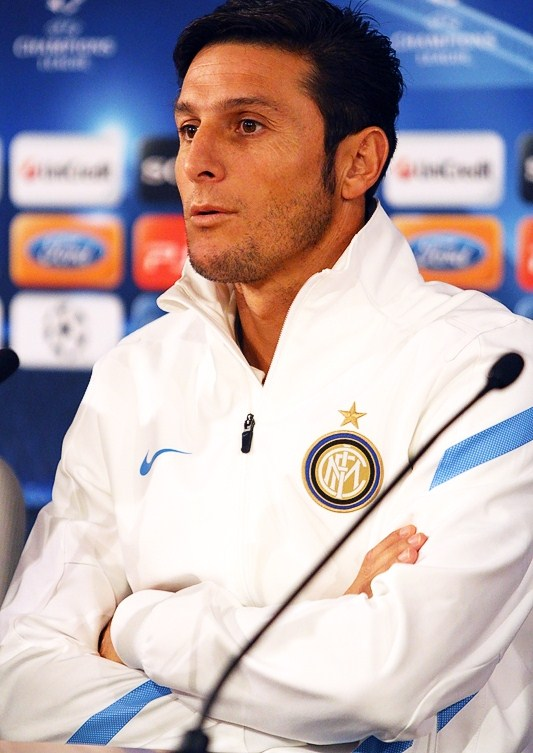
国际米兰前队长萨内蒂，為俱樂部效力長達19年，於2014年退役

更新日期：2011年9月21日

### 球隊紀錄
- 积分最多的赛季(Most points in a season)：97分（2006--07赛季30胜7平1负，三分制）、58分（1988--89赛季26胜6平2负，两分制）。
- 积分最少的赛季(Least points in a season)：46分（1998--99赛季13胜7平14负，三分制）、26分（1941--42赛季7胜12平11负，两分制）。
- 获胜场次最多的赛季(Most victories in a season)：2006--07赛季（冠軍），共30场。
- 主场获胜场次最多的赛季(Most home victories in a season)：2006--07赛季，共15场。
- 获胜场次最少的赛季(Fewest victories in a season)：1941--42赛季（第12名），7场。
- 平局场次最多的赛季(Most draws in a season)：2004--05赛季（季軍），共18场。
- 失利场次最少的赛季(Fewest defeats in a season)：2006--07赛季，1场。
（除國際米蘭外只有2005--06赛季的尤文圖斯創下）
- 失利场次最多的赛季(Most defeats in a season)：1947--48赛季（第12名），共19场。
- 连胜场次最多(Longest winning streak)：2006--07赛季第9--25轮，共17场。
- 单赛季连续不败场次最多(Longest unbeaten run in a season)：2006--07赛季，共31场。其中25胜6平。
- 连续不败场次最多(Longest unbeaten run)：2005--06赛季第37轮至2006--07赛季第31轮，共33场。其中25胜8平。
（2007年4月18日，國際米蘭在第22轮的一场补赛中，主场1比3不敌罗马，不败记录告破。）
- 连续不败场次最多（包括欧洲赛事）：40场。（2004年5月2日-2005年2月27日）
- 连续不胜场次最多(Longest winless streak)：1947--48赛季第22--29轮，共8场。其中2平6负。
- 连平场次最多(Longest draw streak)：2004--05赛季第7--13轮，共7场。
- 连败场次最多(Longest sequence of defeats)：1947--48赛季第21--25轮、1955--56赛季（季軍）第10--14轮、1956--57赛季（第5名）第29--33轮，各5场。
- 主场获胜最悬殊比赛(Largest victory)：1933年9月10日对卡萨勒（Casale），9比0。
- 客场失利最悬殊比赛(Biggest defeat)：1961年6月10日对尤文圖斯，1比9。
- 进球最多的赛季(Most goals scored in a season)：1950--51赛季（亞軍），38场比赛共进107球。
- 进球最少的赛季(Fewest goals scored in a season)：1974--75赛季（第9名），只进26球。
- 失球最少的赛季(Fewest goals against in a season)：1986--87赛季（季軍），30场比赛只失17球。
- 失球最多的赛季(Most goals against in a season)：1947--48赛季、1949--50赛季（季軍），各60球。
- 最高上座(Most attendance)：81,675人（國際米蘭-沙尔克04，欧洲联盟杯1996--97赛季半決賽第二回合）

### 球員紀錄
- 联赛进球最多的球员(Serie A top scorer)：朱塞佩·梅阿查，365场进243球。
- 联赛出场最多的球员(Most appearances)：哈维尔·萨内蒂，618场。
- 单赛季各项赛事进球最多的球员 埃托奥 （2010-2011赛季） 37球
- 参加欧冠场次最多国米球员 105场 哈维尔·萨内蒂
- 国米历史上出场次数最多球员 858场 哈维尔·萨内蒂
- 意甲连续出场次数最多的国米球员 137场 哈维尔·萨内蒂
- 参加米兰德比次数最多的国米球员 47次 哈维尔·萨内蒂
- 为国米赢得冠军次数最多的球员 16座 哈维尔·萨内蒂
- 以队长身份参加冠军联赛次数最多球员 82次 哈维尔·萨内蒂
- 征战意甲的最高龄外籍球员 40岁259天 哈维尔·萨内蒂

## 球隊文化

### 象徵
球隊的象徵是“蛇”。蛇是米蘭城的重要標誌，且代表著力量、智慧和權勢。

### 队徽
国米最初的队徽是由插画师乔治·穆贾尼设计，他选择黑色和蓝色是为了反对AC米兰的红色和黑色。受一些英国俱乐部队徽的启发，队徽上的字母FCIM以白色叠加在一个由金色圆圈包围的背景上，黑色圆圈又被一个蓝色圆圈所包围。1928年，在球队被意大利法西斯更名为SS Ambrosiana后，乔治·穆贾尼设计的队徽被放弃，采用了一个由蓝色圆圈组成的纹章，圆圈中间是一个束棒，左边是维斯孔蒂家族的家徽，右边是米兰城的红色十字标志。这个队徽只在1928-29赛季使用过。直到1945年，法西斯政权垮台后，SS Ambrosiana一名被取消，恢复了国际米兰的名称，并重新采用其原来的圆形队徽。多年来队徽一直在变化，直到1979年，采用了一个盾牌，而不是经典的圆圈，形状更接近蛇的形状。这个标志一直使用到1990年才再次恢复了乔治·穆贾尼最初的圆形标志设计。2014年对队徽进行了一次重新设计：在形状和字符方面做了简化，同时使用了全新的字体。
目前的队徽于2021年3月30日揭晓，是乔治·穆贾尼设计的队徽的扁平简化修订版：在队徽中的字母只保留了I和M，而在颜色方面，金色被取消，传统的浅蓝色被深蓝色取代。

國際米蘭隊徽
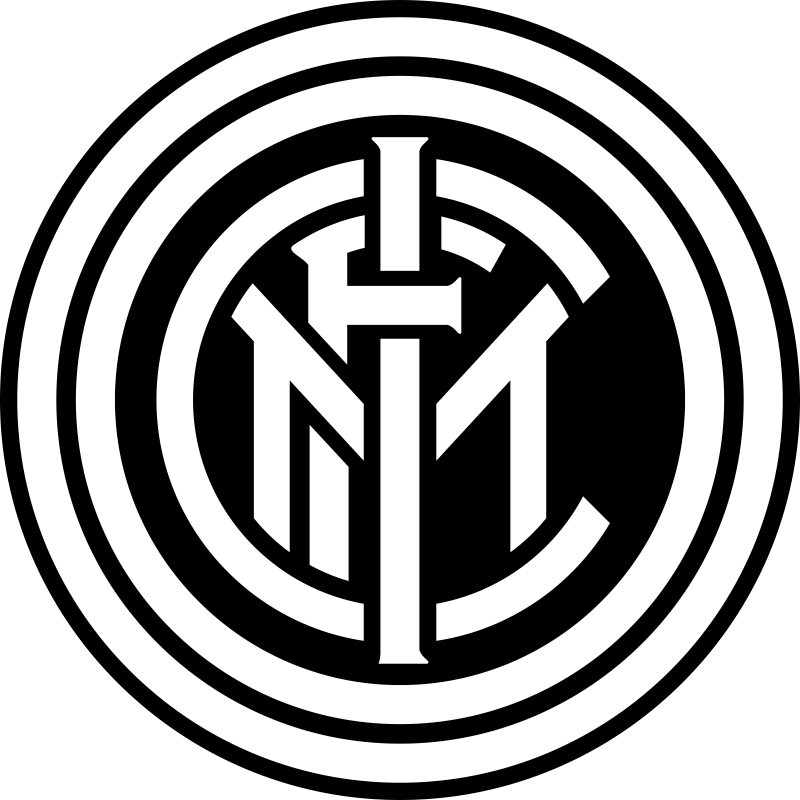
(1908–1928)
(1963–1979)
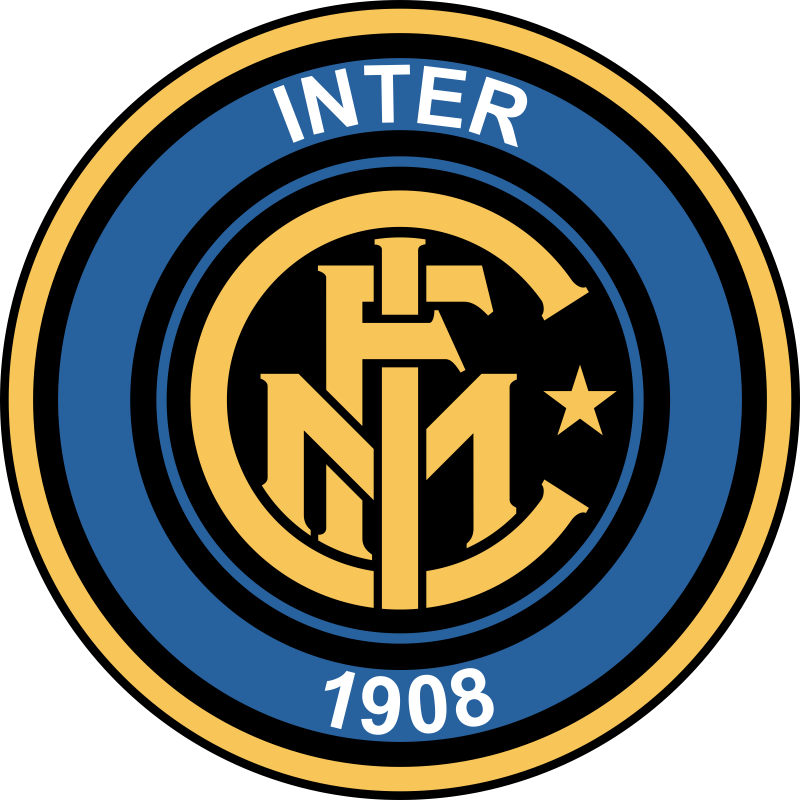
(1998-2007)
(2007-2014)
(2014至2021)
(2021–现在)

### 队歌
國際米蘭隊歌為《Pazza Inter》（疯狂的国米）。

## 球队主场
目前國際米兰的主场是可容纳80018人的梅阿查球场，和AC米蘭队共用，此球场的所有权归米兰市政府。AC米兰俱乐部正在米兰世博园区内新建一座可容纳6万名观众的新球场，预计在2017年竣工。在AC米兰搬进新球场之后，国际米兰打算花费7000万欧元对梅阿查球场进行改造，并且获得球场的所有权。

## 球迷

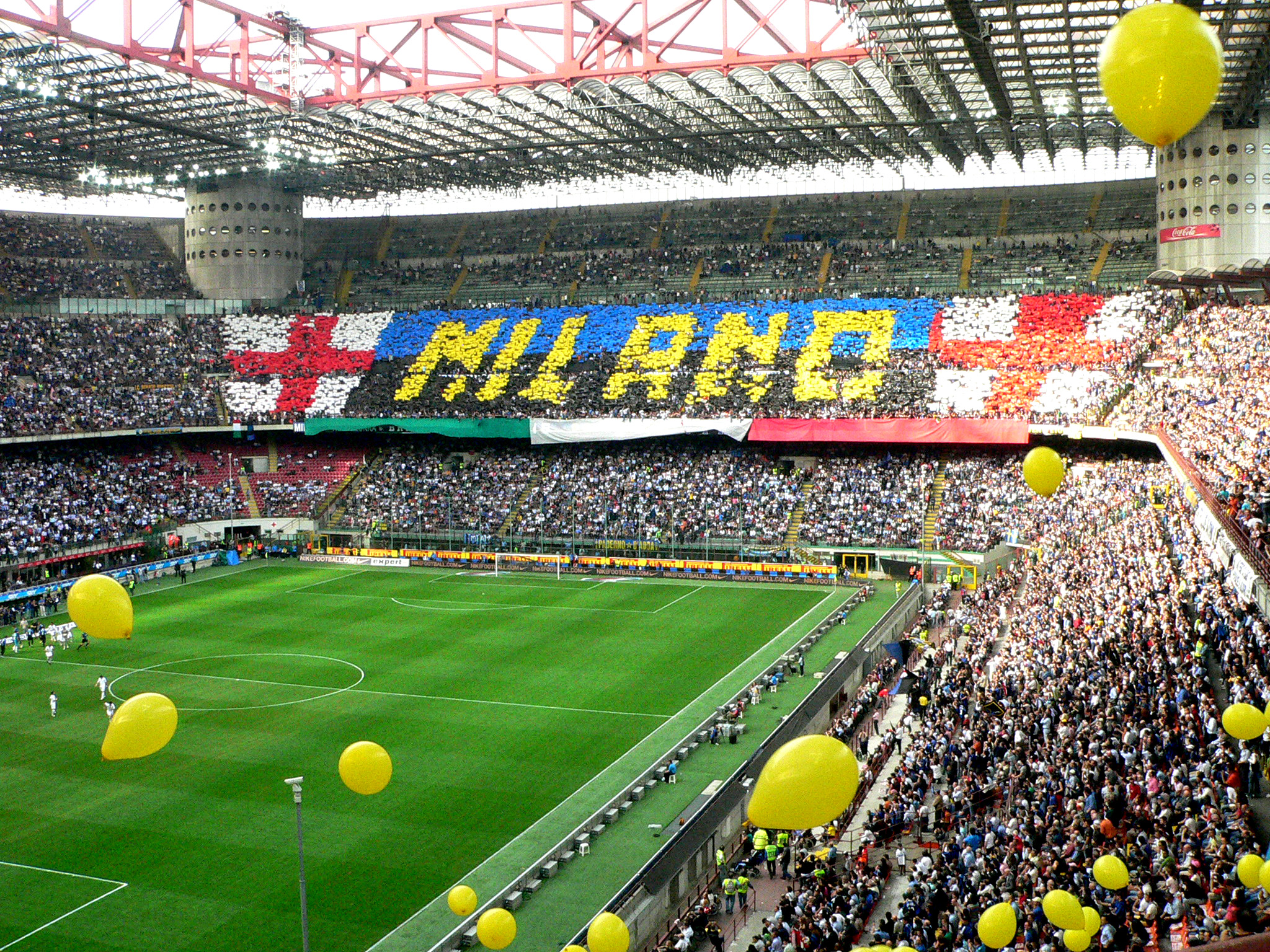
梅阿查球场北看台

根据2007年8月意大利共和报的研究成果，国米球迷大部分都来自中产阶级或是资产阶级。
国际米兰的死忠球迷大多聚集在梅阿查球场的北看台，这是一个长期的传统。国际米兰的球迷被统称为“内拉祖里”。

## 足球学校
国际米兰于1996年2月20日开启了足球学校计划。这项计划并不单纯地是从青少年中挑选足球人才，更主要的是为了向社会传播国际米兰俱乐部的足球文化。最初这项计划仅限于意大利国内，不过现今国际米兰足球学校已经分布在了全世界30个国家和地区（安哥拉，阿根廷，玻利维亚，波黑，巴西，保加利亚，柬埔寨，喀麦隆，中国，哥伦比亚，刚果民主共和国，古巴，匈牙利，伊朗，以色列，耶路撒冷地区，黎巴嫩，墨西哥，摩洛哥，尼加拉瓜，巴勒斯坦，巴拉圭，波兰，俄罗斯，罗马尼亚，俄罗斯，突尼斯，美国、乌干达，委内瑞拉）。

## 球衣和贊助商
| 年份          | 贊助商                                                     |
| ------------- | ---------------------------------------------------------- |
| 1981年–1982年 | Inno-Hit                                                   |
| 1982年–1991年 | Misura                                                     |
| 1991年–1992年 | FitGar                                                     |
| 1992年–1995年 | Fiorucci                                                   |
| 1995年–2021年 | 倍耐力                                                     |
| 2021年-2022年 | $INTER Fan Token                                           |
| 2022年–2023年 | DigitalBits（比赛日1-32）/Paramount+（比赛日38和欧冠决赛） |
| 2023年-2024年 | Paramount+                                                 |
| 2024年-现在   | Betsson                                                    |

| 年份          | 球衣           |
| ------------- | -------------- |
| 1979年–1982年 | Puma           |
| 1982年–1986年 | Mecsport       |
| 1986年–1988年 | Le Coq Sportif |
| 1988年–1991年 | Uhlsport       |
| 1991年–1998年 | Umbro          |
| 1998年–現在   | Nike           |

## 国际米兰和中国

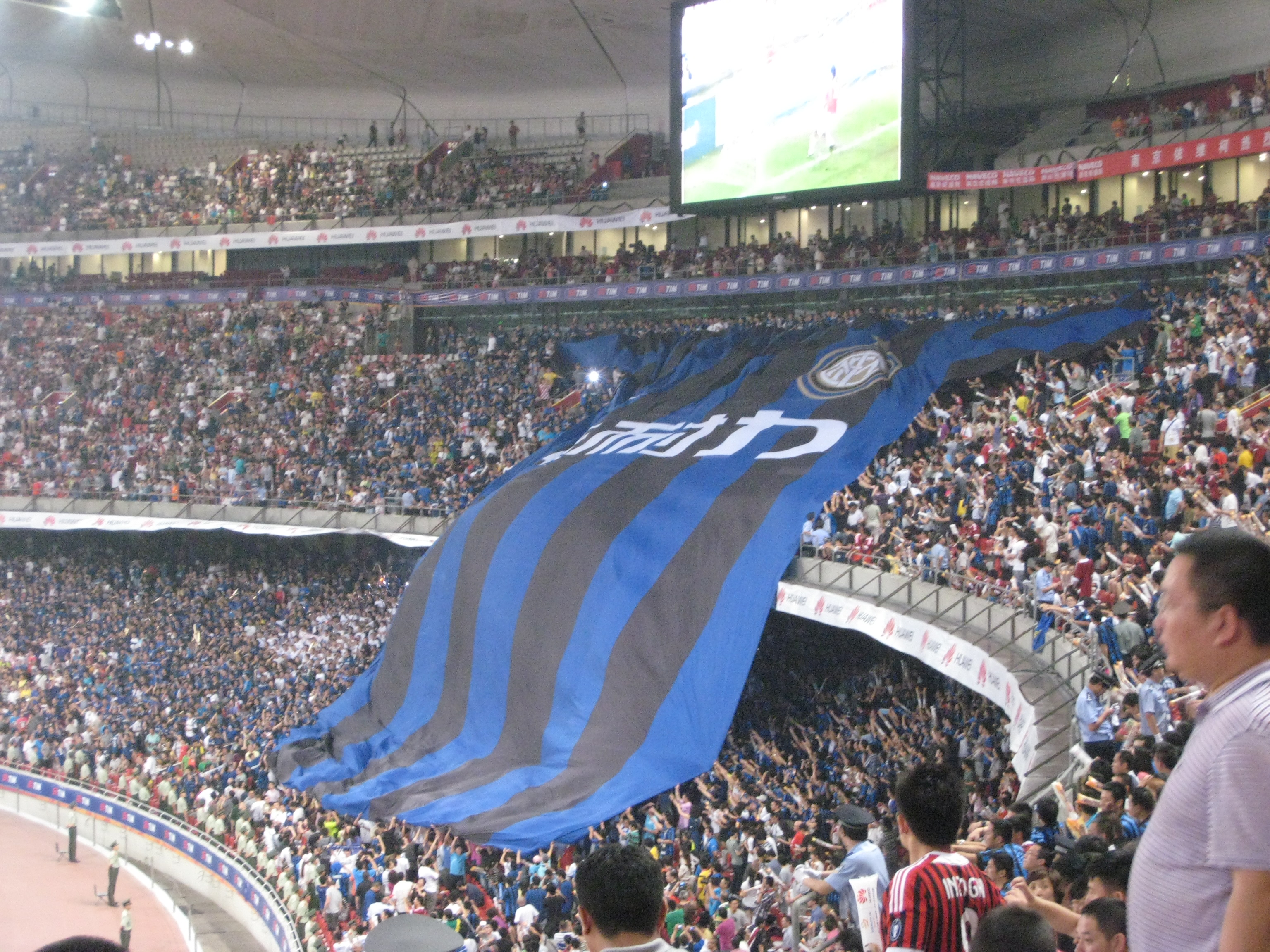
2011年北京意大利超级杯期间，中国的国米球迷打出巨型国米球衣

1978年6月11日，國際米蘭在夺取意大利杯冠军后访问当时还处于封闭状态下的中华人民共和国，成为全世界第一支访问中国大陆的职业球队。球队造访北京、杭州和广州三座城市，并与中国国家队和广东队进行了4场比赛，没有出场费。期间国际米兰出资为中国建立了一个国家队培训中心，并受邀担任中国队的技术顾问。中国国家队亦在9月10日赴意大利米兰回访，当时梅阿查球场座无虚席。由此，国际米兰和中国建立了深刻的联系。《米兰体育报》称，现今国际米兰在中国拥有至少8500万球迷。
2007年，俱乐部在中国的第一家国际米兰官方专卖店在上海开业。
2009年8月8日，国际米兰作为去季意甲联赛冠军参加了在北京国家体育场（鸟巢）进行的意大利超级杯赛，结果1:2不敌拉齐奥。2011年8月6日，国米作为去季意大利杯冠军再次参加该赛事，在“鸟巢米兰德比”中1:2不敌AC米兰。本场重量级较量涌入了9万多名球迷，气氛十分火爆。
2016年6月6日，中国连锁零售企业苏宁易购宣布通过旗下子公司苏宁体育产业集团以约2.7亿欧元的价格收购国际米兰約70%的股份，自此苏宁将作为国际米兰的大股东。
2024年5月，由於蘇寧集團違約未能償還對橡樹資本的欠債。橡樹資本宣布接管蘇寧所持所有的國際米蘭足球俱樂部的股份，成為俱樂部實際持有人。